# 대한민국 제17대 국회
제17대 대한민국 국회는 2004년 4월 15일의 총선거에 의해 국회의원을 선출하여, 같은 해 5월 30일부터 그 임기가 개시되었고, 6월 5일에 개원(開院)하였다. 국회의원 총원(總員)은 299명이다.
1987년 6월 항쟁 이후 사상 최초로 진보 성향의 정당들이 국회 과반수를 확보한 국회였다.

## 임기
4년 (2004년 5월 30일 ~ 2008년 5월 29일)

## 국회의 구성

### 의장·부의장
|            | 2004년 6월 5일 ~ 2006년 5월 29일 | 2004년 6월 5일 ~ 2006년 5월 29일 | 2006년 6월 19일 ~ 2008년 5월 29일 | 2006년 6월 19일 ~ 2008년 5월 29일 |
| 국회의장   | 김원기                           | 김원기                           | 임채정                            | 임채정                            |
| 국회부의장 | 김덕규 (열린우리당)              | 박희태 (한나라당)                | 이용희 (열린우리당)               | 이상득 (한나라당)                 |

### 국회의원

#### 정당별 구성
| 구분       | 정당명       | 2004년 개원 당시                        | 2004년 개원 당시                        | 2004년 개원 당시                        | 2008년 임기 종료 직전            | 2008년 임기 종료 직전            | 2008년 임기 종료 직전            |
| 구분       | 정당명       | 지역구                                  | 비례대표                                | 합계                                    | 지역구                           | 비례대표                         | 합계                             |
| ---------- | ------------ | --------------------------------------- | --------------------------------------- | --------------------------------------- | -------------------------------- | -------------------------------- | -------------------------------- |
| 교섭단체   | 통합민주당   | 대통합신당·민주당과의 합당              | 대통합신당·민주당과의 합당              | 대통합신당·민주당과의 합당              | 109석                            | 27석                             | 136석                            |
| 교섭단체   | 열린우리당   | 129석                                   | 23석                                    | 152석                                   | 해산(통합민주당으로 승계)        | 해산(통합민주당으로 승계)        | 해산(통합민주당으로 승계)        |
| 교섭단체   | 한나라당     | 100석                                   | 21석                                    | 121석                                   | 94석                             | 18석                             | 112석                            |
| 비교섭단체 | 자유선진당   | 신생정당 (한나라당·대통합신당에서 분리) | 신생정당 (한나라당·대통합신당에서 분리) | 신생정당 (한나라당·대통합신당에서 분리) | 9석                              | 0석                              | 9석                              |
| 비교섭단체 | 민주노동당   | 2석                                     | 8석                                     | 10석                                    | 1석                              | 5석                              | 6석                              |
| 비교섭단체 | 민주당1      | 5석                                     | 4석                                     | 9석                                     | 통합민주당으로 신설합당          | 통합민주당으로 신설합당          | 통합민주당으로 신설합당          |
| 비교섭단체 | 자유민주연합 | 4석                                     | 0석                                     | 4석                                     | 한나라당으로 신설합당            | 한나라당으로 신설합당            | 한나라당으로 신설합당            |
| 비교섭단체 | 친박연대2    | 신생정당 (한나라당·열린우리당에서 분리) | 신생정당 (한나라당·열린우리당에서 분리) | 신생정당 (한나라당·열린우리당에서 분리) | 3석                              | 0석                              | 3석                              |
| 비교섭단체 | 창조한국당   | 열린우리당에서 분리 신생정당            | 열린우리당에서 분리 신생정당            | 열린우리당에서 분리 신생정당            | 1석                              | 0석                              | 1석                              |
| 비교섭단체 | 국민통합21   | 1석                                     | 0석                                     | 1석                                     | 정당 등록 취소 (한나라당과 통합) | 정당 등록 취소 (한나라당과 통합) | 정당 등록 취소 (한나라당과 통합) |
| 비교섭단체 | 무소속       | 2석                                     | -                                       | 2석                                     | 25석                             | -                                | 25석                             |
| 합계       | 합계         | 243석                                   | 56석                                    | 299석                                   | 242석                            | 50석                             | 292석                            |

█ 교섭단체

█ 비교섭단체

█ 해체된 정당

- 1 개원 당시 당명은 ‘새천년민주당’이었다.
- 2 창당 당시 당명은 ‘참주인연합’이었으며, ‘미래한국당’으로 당명을 변경했다가 다시 친박연대로 변경되었다.

## 주요 의결 사항, 쟁점 사안

#### 국회의원의 당선 횟수
제17대 국회의 최다선은 6선으로, 열린우리당 김원기(金元基) 의원과 2006년 7월 재보선에서 선출된 민주당 조순형(趙舜衡) 의원이다.

### 상임위원회
| 위원회                 | 이름   | 소속정당   |
| ---------------------- | ------ | ---------- |
| 국회운영위원회         | 천정배 | 열린우리당 |
| 국회운영위원회         | 정세균 | 열린우리당 |
| 국회운영위원회         | 김한길 | 열린우리당 |
| 법제사법위원회         | 최연희 | 한나라당   |
| 정무위원회             | 김희선 | 열린우리당 |
| 재정경제위원회         | 김무성 | 한나라당   |
| 재정경제위원회         | 박종근 | 한나라당   |
| 통일외교통상위원회     | 임채정 | 열린우리당 |
| 국방위원회             | 유재건 | 열린우리당 |
| 행정자치위원회         | 이용희 | 열린우리당 |
| 교육위원회             | 황우여 | 한나라당   |
| 과학기술정보통신위원회 | 이해봉 | 한나라당   |
| 문화관광위원회         | 이미경 | 열린우리당 |
| 농림해양수산위원회     | 김광원 | 한나라당   |
| 산업자원위원회         | 맹형규 | 한나라당   |
| 보건복지위원회         | 이석현 | 열린우리당 |
| 환경노동위원회         | 이경재 | 한나라당   |
| 건설교통위원회         | 김한길 | 열린우리당 |
| 정보위원회             | 문희상 | 열린우리당 |
| 여성위원회             | 김애실 | 한나라당   |
| 예산결산특별위원회     | 정세균 | 열린우리당 |
| 윤리특별위원회         | 김원웅 | 열린우리당 |

| 위원회                 | 이름   | 소속정당   |
| ---------------------- | ------ | ---------- |
| 국회운영위원회         | 김한길 | 열린우리당 |
| 국회운영위원회         | 장영달 | 열린우리당 |
| 국회운영위원회         | 김효석 | 열린우리당 |
| 법제사법위원회         | 안상수 | 한나라당   |
| 정무위원회             | 박병석 | 열린우리당 |
| 재정경제위원회         | 정의화 | 한나라당   |
| 통일외교통상위원회     | 김원웅 | 열린우리당 |
| 국방위원회             | 김성곤 | 열린우리당 |
| 행정자치위원회         | 유인태 | 열린우리당 |
| 교육위원회             | 권철현 | 한나라당   |
| 과학기술정보통신위원회 | 임인배 | 한나라당   |
| 문화관광위원회         | 조배숙 | 열린우리당 |
| 농림해양수산위원회     | 권오을 | 한나라당   |
| 산업자원위원회         | 이윤성 | 한나라당   |
| 보건복지위원회         | 김태홍 | 열린우리당 |
| 환경노동위원회         | 홍준표 | 한나라당   |
| 건설교통위원회         | 이호웅 | 열린우리당 |
| 정보위원회             | 신기남 | 열린우리당 |
| 여성가족위원회         | 문희   | 한나라당   |
| 예산결산특별위원회     | 이강래 | 열린우리당 |
| 윤리특별위원회         | 김명자 | 열린우리당 |

## 의석 변동
| 날짜             | 이름                    | 소속정당                          | 선거구                          | 사유 | 정당별 증감 | 의석 수 |
| ---------------- | ----------------------- | --------------------------------- | ------------------------------- | --- | ----------- | --- |
| 2004년 6월 5일   | 김원기                  | 열린우리당 → 무소속               | 전북 정읍시                     | 국회의장 선출 관계로 열린우리당 탈당                                                                            | ±1          | 열린우리당 151석 한나라당 121석 민주노동당 10석 새천년민주당 9석 자유민주연합 4석 국민통합21 1석 무소속 3석                          |
| 2004년 9월 13일  | 정몽준                  | 국민통합21 → 무소속               | 울산 동구                       | 국민통합21 해산                                                                                                 | ±1          | 열린우리당 151석 한나라당 121석 민주노동당 10석 새천년민주당 9석 자유민주연합 4석 무소속 4석                                         |
| 2004년 12월 10일 | 이상락                  | 열린우리당                        | 경기 성남시 중원구              | 선거법 위반으로 의원직 상실                                                                                     | -1          | 열린우리당 150석 한나라당 121석 민주노동당 10석 새천년민주당 9석 자유민주연합 4석 무소속 4석                                         |
| 2005년 1월 6일   | 박홍수 → 서혜석         | 열린우리당                        | 비례대표                        | 박홍수 농림부 장관 임명으로 사퇴 서혜석 승계                                                                    | ±1          | 열린우리당 150석 한나라당 121석 민주노동당 10석 새천년민주당 9석 자유민주연합 4석 무소속 4석                                         |
| 2005년 1월 28일  | 오시덕                  | 열린우리당                        | 충남 공주시·연기군              | 선거법 위반으로 의원직 상실 열린우리당 원내 과반수 붕괴                                                         | -1          | 열린우리당 149석 한나라당 121석 민주노동당 10석 새천년민주당 9석 자유민주연합 4석 무소속 4석                                         |
| 2005년 2월 18일  | 이덕모                  | 한나라당                          | 경북 영천시                     | 선거법 위반 혐의로 의원직 상실                                                                                  | -1          | 열린우리당 149석 한나라당 120석 민주노동당 10석 새천년민주당 9석 자유민주연합 4석 무소속 4석                                         |
| 2005년 3월 10일  | 복기왕                  | 열린우리당                        | 충남 아산시                     | 선거법 위반 혐의로 의원직 상실                                                                                  | -1          | 열린우리당 148석 한나라당 120석 민주노동당 10석 새천년민주당 9석 자유민주연합 4석 무소속 4석                                         |
| 2005년 3월 23일  | 박세일 → 이성구         | 한나라당                          | 비례대표                        | 박세일 행정도시법 통과에 반발해 사퇴 이성구 승계                                                                | ±1          | 열린우리당 148석 한나라당 120석 민주노동당 10석 새천년민주당 9석 자유민주연합 4석 무소속 4석                                         |
| 2005년 3월 27일  | 김맹곤                  | 열린우리당                        | 경남 김해시 갑                  | 선거법 위반으로 의원직 상실                                                                                     | -1          | 열린우리당 147석 한나라당 120석 민주노동당 10석 새천년민주당 9석 자유민주연합 4석 무소속 4석                                         |
| 2005년 3월 28일  | 이철우                  | 열린우리당                        | 경기 포천시·연천군              | 선거법 위반으로 의원직 상실                                                                                     | -1          | 열린우리당 146석 한나라당 120석 민주노동당 10석 새천년민주당 9석 자유민주연합 4석 무소속 4석                                         |
| 2005년 4월 30일  | 신상진                  | 한나라당                          | 경기 성남시 중원구              | 재보궐선거 당선                                                                                                 | +5          | 열린우리당 146석 한나라당 125석 민주노동당 10석 새천년민주당 9석 자유민주연합 4석 무소속 5석                                         |
| 2005년 4월 30일  | 고조흥                  | 한나라당                          | 경기 포천시·연천군              | 재보궐선거 당선                                                                                                 | +5          | 열린우리당 146석 한나라당 125석 민주노동당 10석 새천년민주당 9석 자유민주연합 4석 무소속 5석                                         |
| 2005년 4월 30일  | 이진구                  | 한나라당                          | 충남 아산시                     | 재보궐선거 당선                                                                                                 | +5          | 열린우리당 146석 한나라당 125석 민주노동당 10석 새천년민주당 9석 자유민주연합 4석 무소속 5석                                         |
| 2005년 4월 30일  | 정희수                  | 한나라당                          | 경북 영천시                     | 재보궐선거 당선                                                                                                 | +5          | 열린우리당 146석 한나라당 125석 민주노동당 10석 새천년민주당 9석 자유민주연합 4석 무소속 5석                                         |
| 2005년 4월 30일  | 김정권                  | 한나라당                          | 경남 김해시 갑                  | 재보궐선거 당선                                                                                                 | +5          | 열린우리당 146석 한나라당 125석 민주노동당 10석 새천년민주당 9석 자유민주연합 4석 무소속 5석                                         |
| 2005년 4월 30일  | 정진석                  | 무소속                            | 충남 공주시·연기군              | 재보궐선거 당선                                                                                                 | +1          | 열린우리당 146석 한나라당 125석 민주노동당 10석 새천년민주당 9석 자유민주연합 4석 무소속 5석                                         |
| 2005년 5월 6일   |                         | 새천년민주당 → 민주당             |                                 | 당명 변경 |             | 열린우리당 146석 한나라당 125석 민주노동당 10석 민주당 9석 자유민주연합 4석 무소속 5석                                               |
| 2005년 5월 24일  | 김기석                  | 열린우리당                        | 경기 부천시 원미구 갑           | 선거법 위반으로 의원직 상실                                                                                     | -1          | 열린우리당 145석 한나라당 125석 민주노동당 10석 민주당 9석 자유민주연합 4석 무소속 5석                                               |
| 2005년 6월 30일  | 최인기                  | 무소속 → 민주당                   | 전남 나주시·화순군              | 민주당 입당 | ±1          | 열린우리당 145석 한나라당 125석 민주노동당 10석 민주당 10석 자유민주연합 4석 무소속 4석                                              |
| 2005년 9월 9일   | 박혁규                  | 한나라당                          | 경기 광주시                     | 선거법 위반으로 의원직 상실                                                                                     | -1          | 열린우리당 145석 한나라당 124석 민주노동당 10석 민주당 10석 자유민주연합 4석 무소속 4석                                              |
| 2005년 9월 15일  | 박창달                  | 한나라당                          | 대구 동구 을                    | 선거법 위반으로 의원직 상실                                                                                     | -1          | 열린우리당 145석 한나라당 123석 민주노동당 10석 민주당 10석 자유민주연합 4석 무소속 4석                                              |
| 2005년 9월 21일  | 신중식                  | 열린우리당→무소속                 | 전남 고흥군·보성군              | 열린우리당 탈당                                                                                                 | ±1          | 열린우리당 144석 한나라당 123석 민주노동당 10석 민주당 10석 자유민주연합 4석 무소속 5석                                              |
| 2005년 9월 29일  | 조승수                  | 민주노동당                        | 울산 북구                       | 선거법 위반으로 의원직 상실                                                                                     | -1          | 열린우리당 144석 한나라당 123석 민주당 11석 민주노동당 9석 자유민주연합 4석 무소속 4석                                               |
| 2005년 9월 29일  | 신중식                  | 무소속→민주당                     | 전남 고흥군·보성군              | 민주당 입당 | ±1          | 열린우리당 144석 한나라당 123석 민주당 11석 민주노동당 9석 자유민주연합 4석 무소속 4석                                               |
| 2005년 10월 13일 | 유승민 → 문희           | 한나라당                          | 비례대표                        | 유승민 대구 동구 을 재보궐선거 출마 의원직 사퇴 문희 승계                                                       |             | 열린우리당 144석 한나라당 123석 민주당 11석 민주노동당 9석 자유민주연합 4석 무소속 4석                                               |
| 2005년 10월 26일 | 유승민                  | 한나라당                          | 대구 동구 을                    | 재보궐선거 당선                                                                                                 | +4          | 열린우리당 144석 한나라당 127석 민주당 11석 민주노동당 9석 자유민주연합 4석 무소속 4석                                               |
| 2005년 10월 26일 | 윤두환                  | 한나라당                          | 울산 북구                       | 재보궐선거 당선                                                                                                 | +4          | 열린우리당 144석 한나라당 127석 민주당 11석 민주노동당 9석 자유민주연합 4석 무소속 4석                                               |
| 2005년 10월 26일 | 임해규                  | 한나라당                          | 경기 부천시 원미구 갑           | 재보궐선거 당선                                                                                                 | +4          | 열린우리당 144석 한나라당 127석 민주당 11석 민주노동당 9석 자유민주연합 4석 무소속 4석                                               |
| 2005년 10월 26일 | 정진섭                  | 한나라당                          | 경기 광주시                     | 재보궐선거 당선                                                                                                 | +4          | 열린우리당 144석 한나라당 127석 민주당 11석 민주노동당 9석 자유민주연합 4석 무소속 4석                                               |
| 2006년 1월 17일  | 류근찬                  | 자유민주연합 → 국민중심당         | 충남 보령시·서천군              | 자민련 탈당 및 국민중심당 창당                                                                                  | ±3          | 열린우리당 144석 한나라당 127석 민주당 11석 민주노동당 9석 국민중심당 5석 자유민주연합 1석 무소속 2석                                |
| 2006년 1월 17일  | 이인제                  | 자유민주연합 → 국민중심당         | 충남 논산시·계룡시·금산군       | 자민련 탈당 및 국민중심당 창당                                                                                  | ±3          | 열린우리당 144석 한나라당 127석 민주당 11석 민주노동당 9석 국민중심당 5석 자유민주연합 1석 무소속 2석                                |
| 2006년 1월 17일  | 김낙성                  | 자유민주연합 → 국민중심당         | 당진군                          | 자민련 탈당 및 국민중심당 창당                                                                                  | ±3          | 열린우리당 144석 한나라당 127석 민주당 11석 민주노동당 9석 국민중심당 5석 자유민주연합 1석 무소속 2석                                |
| 2006년 1월 17일  | 정진석                  | 무소속 → 국민중심당               | 충남 공주시·연기군              | 국민중심당 입당                                                                                                 | ±2          | 열린우리당 144석 한나라당 127석 민주당 11석 민주노동당 9석 국민중심당 5석 자유민주연합 1석 무소속 2석                                |
| 2006년 1월 17일  | 신국환                  | 무소속 → 국민중심당               | 경북 문경시·예천군              | 국민중심당 입당                                                                                                 | ±2          | 열린우리당 144석 한나라당 127석 민주당 11석 민주노동당 9석 국민중심당 5석 자유민주연합 1석 무소속 2석                                |
| 2006년 1월 31일  | 맹형규                  | 한나라당                          | 서울 송파구 갑                  | 서울시장 출마로 사퇴                                                                                            | -1          | 열린우리당 144석 한나라당 126석 민주당 11석 민주노동당 9석 국민중심당 5석 자유민주연합 1석 무소속 2석                                |
| 2006년 2월 10일  | 신계륜                  | 열린우리당                        | 서울 성북구 을                  | 불법 정치자금으로 의원직 상실                                                                                   | -1          | 열린우리당 143석 한나라당 126석 민주당 11석 민주노동당 9석 국민중심당 5석 자유민주연합 1석 무소속 2석                                |
| 2006년 2월 20일  | 김학원                  | 자유민주연합 → 한나라당           | 충남 부여군·청양군              | 자민련과 한나라당 흡수합당                                                                                      | ±1          | 열린우리당 143석 한나라당 127석 민주당 11석 민주노동당 9석 국민중심당 5석 무소속 2석                                                 |
| 2006년 2월 27일  | 최연희                  | 한나라당 → 무소속                 | 강원 동해시·삼척시              | 성추행 파문으로 한나라당 탈당                                                                                   | ±1          | 열린우리당 143석 한나라당 126석 민주당 11석 민주노동당 9석 국민중심당 5석 무소속 3석                                                 |
| 2006년 3월 27일  | 권선택                  | 열린우리당 → 무소속               | 대전 중구                       | 대전시장 공천에 항의해 열린우리당 탈당                                                                          | ±1          | 열린우리당 142석 한나라당 126석 민주당 11석 민주노동당 9석 국민중심당 5석 무소속 4석                                                 |
| 2006년 4월 13일  | 박성범                  | 한나라당 → 무소속                 | 서울 중구                       | 공천비리 의혹에 의한 한나라당 탈당                                                                              | ±1          | 열린우리당 142석 한나라당 125석 민주당 11석 민주노동당 9석 국민중심당 5석 무소속 5석                                                 |
| 2006년 4월 24일  | 김문수                  | 한나라당                          | 경기 부천시 소사구              | 경기지사 출마로 사퇴                                                                                            | -1          | 열린우리당 142석 한나라당 124석 민주당 11석 민주노동당 9석 국민중심당 5석 무소속 4석                                                 |
| 2006년 5월 12일  | 김정부                  | 한나라당                          | 경남 마산시 갑                  | 선거법 위반으로 의원직 상실                                                                                     | -1          | 열린우리당 142석 한나라당 123석 민주당 11석 민주노동당 9석 국민중심당 5석 무소속 4석                                                 |
| 2006년 5월 29일  | 김원기                  | 무소속 → 열린우리당               | 전북 정읍시                     | 국회의장 임기 종료으로 인한 열린우리당 복당                                                                     | ±1          | 열린우리당 143석 한나라당 123석 민주당 11석 민주노동당 9석 국민중심당 5석 무소속 3석                                                 |
| 2006년 6월 19일  | 임채정                  | 열린우리당 → 무소속               | 서울 노원구 병                  | 국회의장 선출 관계로 열린우리당 탈당                                                                            | ±1          | 열린우리당 142석 한나라당 123석 민주당 11석 민주노동당 9석 국민중심당 5석 무소속 4석                                                 |
| 2006년 7월 26일  | 맹형규                  | 한나라당                          | 서울 송파구 갑                  | 재보궐선거 당선                                                                                                 | +3          | 열린우리당 142석 한나라당 126석 민주당 12석 민주노동당 9석 국민중심당 5석 무소속 4석                                                 |
| 2006년 7월 26일  | 차명진                  | 한나라당                          | 경기 부천시 소사구              | 재보궐선거 당선                                                                                                 | +3          | 열린우리당 142석 한나라당 126석 민주당 12석 민주노동당 9석 국민중심당 5석 무소속 4석                                                 |
| 2006년 7월 26일  | 이주영                  | 한나라당                          | 경남 마산시 갑                  | 재보궐선거 당선                                                                                                 | +3          | 열린우리당 142석 한나라당 126석 민주당 12석 민주노동당 9석 국민중심당 5석 무소속 4석                                                 |
| 2006년 7월 26일  | 조순형                  | 민주당                            | 서울 성북구 을                  | 재보궐선거 당선                                                                                                 | +1          | 열린우리당 142석 한나라당 126석 민주당 12석 민주노동당 9석 국민중심당 5석 무소속 4석                                                 |
| 2006년 8월 25일  | 이정일                  | 민주당                            | 전남 해남군·진도군              | 불법감청으로 의원직 상실                                                                                        | -1          | 열린우리당 142석 한나라당 126석 민주당 11석 민주노동당 9석 국민중심당 5석 무소속 4석                                                 |
| 2006년 9월 14일  | 이호웅                  | 열린우리당                        | 인천 남동구 을                  | 불법 정치자금으로 의원직 상실                                                                                   | -1          | 열린우리당 141석 한나라당 126석 민주당 11석 민주노동당 9석 국민중심당 5석 무소속 4석                                                 |
| 2006년 9월 28일  | 김홍일 → 김송자         | 민주당                            | 비례대표                        | 김홍일 뇌물 수수로 의원직 상실 김송자 승계                                                                      |             | 열린우리당 141석 한나라당 126석 민주당 11석 민주노동당 9석 국민중심당 5석 무소속 4석                                                 |
| 2006년 10월 25일 | 이원복                  | 한나라당                          | 인천 남동구 을                  | 재보궐선거 당선                                                                                                 | +1          | 열린우리당 141석 한나라당 127석 민주당 12석 민주노동당 9석 국민중심당 5석 무소속 4석                                                 |
| 2006년 10월 25일 | 채일병                  | 민주당                            | 전남 해남군·진도군              | 재보궐선거 당선                                                                                                 | +1          | 열린우리당 141석 한나라당 127석 민주당 12석 민주노동당 9석 국민중심당 5석 무소속 4석                                                 |
| 2006년 11월 5일  | 구논회                  | 열린우리당                        | 대전 서구 을                    | 암으로 인한 사망로 인해 퇴직                                                                                    | -1          | 열린우리당 140석 한나라당 127석 민주당 12석 민주노동당 9석 국민중심당 5석 무소속 4석                                                 |
| 2006년 11월 10일 | 안병엽                  | 열린우리당                        | 경기 화성시                     | 정치자금법 위반으로 당선무효                                                                                    | -1          | 열린우리당 139석 한나라당 128석 민주당 12석 민주노동당 9석 국민중심당 5석 무소속 4석                                                 |
| 2006년 12월 22일 | 한화갑                  | 민주당                            | 전남 무안군·신안군              | 불법 정치자금으로 의원직 상실                                                                                   | -1          | 열린우리당 139석 한나라당 127석 민주당 11석 민주노동당 9석 국민중심당 5석 무소속 4석                                                 |
| 2007년 1월 22일  | 임종인                  | 열린우리당 → 무소속               | 경기 안산시 상록구 을           | 열린우리당 탈당                                                                                                 | ±1          | 열린우리당 138석 한나라당 127석 민주당 11석 민주노동당 9석 국민중심당 5석 무소속 5석                                                 |
| 2007년 1월 23일  | 최재천                  | 열린우리당 → 무소속               | 서울 성동구 갑                  | 열린우리당 탈당                                                                                                 | ±2          | 열린우리당 136석 한나라당 127석 민주당 11석 민주노동당 9석 국민중심당 5석 무소속 7석                                                 |
| 2007년 1월 23일  | 이계안                  | 열린우리당 → 무소속               | 서울 동작구 을                  | 열린우리당 탈당                                                                                                 | ±2          | 열린우리당 136석 한나라당 127석 민주당 11석 민주노동당 9석 국민중심당 5석 무소속 7석                                                 |
| 2007년 1월 28일  | 천정배                  | 열린우리당 → 무소속               | 경기 안산시 단원구 갑           | 열린우리당 탈당                                                                                                 | ±1          | 열린우리당 135석 한나라당 127석 민주당 11석 민주노동당 9석 국민중심당 5석 무소속 8석                                                 |
| 2007년 1월 30일  | 염동연                  | 열린우리당 → 무소속               | 광주 서구 갑                    | 열린우리당 탈당                                                                                                 | ±1          | 열린우리당 134석 한나라당 127석 민주당 11석 민주노동당 9석 국민중심당 5석 무소속 9석                                                 |
| 2007년 2월 1일   | 정덕구 → 신명           | 열린우리당                        | 비례대표                        | 정덕구 의원직 사퇴                                                                                              | 신명 승계   | 열린우리당 134석 한나라당 127석 민주당 11석 민주노동당 9석 국민중심당 5석 무소속 9석                                                 |
| 2007년 2월 3일   | 정성호                  | 열린우리당 → 무소속               | 경기 양주시·동두천시            | 열린우리당 탈당                                                                                                 | ±1          | 열린우리당 133석 한나라당 127석 민주당 11석 민주노동당 9석 국민중심당 5석 무소속 10석                                                |
| 2007년 2월 6일   | 최규식                  | 열린우리당 → 무소속               | 서울 강북구 을                  | 열린우리당 탈당 열린우리당 원내 1당 지위 상실 한나라당 원내 1당 지위 획득                                       | ±23         | 한나라당 127석 열린우리당 110석 민주당 11석 민주노동당 9석 국민중심당 5석 무소속 33석                                                |
| 2007년 2월 6일   | 노웅래                  | 열린우리당 → 무소속               | 서울 마포구 갑                  | 열린우리당 탈당 열린우리당 원내 1당 지위 상실 한나라당 원내 1당 지위 획득                                       | ±23         | 한나라당 127석 열린우리당 110석 민주당 11석 민주노동당 9석 국민중심당 5석 무소속 33석                                                |
| 2007년 2월 6일   | 김낙순                  | 열린우리당 → 무소속               | 서울 양천구 을                  | 열린우리당 탈당 열린우리당 원내 1당 지위 상실 한나라당 원내 1당 지위 획득                                       | ±23         | 한나라당 127석 열린우리당 110석 민주당 11석 민주노동당 9석 국민중심당 5석 무소속 33석                                                |
| 2007년 2월 6일   | 노현송                  | 열린우리당 → 무소속               | 서울 강서구 을                  | 열린우리당 탈당 열린우리당 원내 1당 지위 상실 한나라당 원내 1당 지위 획득                                       | ±23         | 한나라당 127석 열린우리당 110석 민주당 11석 민주노동당 9석 국민중심당 5석 무소속 33석                                                |
| 2007년 2월 6일   | 김한길                  | 열린우리당 → 무소속               | 서울 구로구 을                  | 열린우리당 탈당 열린우리당 원내 1당 지위 상실 한나라당 원내 1당 지위 획득                                       | ±23         | 한나라당 127석 열린우리당 110석 민주당 11석 민주노동당 9석 국민중심당 5석 무소속 33석                                                |
| 2007년 2월 6일   | 전병헌                  | 열린우리당 → 무소속               | 서울 동작구 갑                  | 열린우리당 탈당 열린우리당 원내 1당 지위 상실 한나라당 원내 1당 지위 획득                                       | ±23         | 한나라당 127석 열린우리당 110석 민주당 11석 민주노동당 9석 국민중심당 5석 무소속 33석                                                |
| 2007년 2월 6일   | 이근식                  | 열린우리당 → 무소속               | 서울 송파구 병                  | 열린우리당 탈당 열린우리당 원내 1당 지위 상실 한나라당 원내 1당 지위 획득                                       | ±23         | 한나라당 127석 열린우리당 110석 민주당 11석 민주노동당 9석 국민중심당 5석 무소속 33석                                                |
| 2007년 2월 6일   | 최용규                  | 열린우리당 → 무소속               | 인천 부평구 을                  | 열린우리당 탈당 열린우리당 원내 1당 지위 상실 한나라당 원내 1당 지위 획득                                       | ±23         | 한나라당 127석 열린우리당 110석 민주당 11석 민주노동당 9석 국민중심당 5석 무소속 33석                                                |
| 2007년 2월 6일   | 양형일                  | 열린우리당 → 무소속               | 광주 동구                       | 열린우리당 탈당 열린우리당 원내 1당 지위 상실 한나라당 원내 1당 지위 획득                                       | ±23         | 한나라당 127석 열린우리당 110석 민주당 11석 민주노동당 9석 국민중심당 5석 무소속 33석                                                |
| 2007년 2월 6일   | 이종걸                  | 열린우리당 → 무소속               | 경기 안양시 만안구              | 열린우리당 탈당 열린우리당 원내 1당 지위 상실 한나라당 원내 1당 지위 획득                                       | ±23         | 한나라당 127석 열린우리당 110석 민주당 11석 민주노동당 9석 국민중심당 5석 무소속 33석                                                |
| 2007년 2월 6일   | 우제항                  | 열린우리당 → 무소속               | 경기 평택시 갑                  | 열린우리당 탈당 열린우리당 원내 1당 지위 상실 한나라당 원내 1당 지위 획득                                       | ±23         | 한나라당 127석 열린우리당 110석 민주당 11석 민주노동당 9석 국민중심당 5석 무소속 33석                                                |
| 2007년 2월 6일   | 장경수                  | 열린우리당 → 무소속               | 경기 안산시 상록구 갑           | 열린우리당 탈당 열린우리당 원내 1당 지위 상실 한나라당 원내 1당 지위 획득                                       | ±23         | 한나라당 127석 열린우리당 110석 민주당 11석 민주노동당 9석 국민중심당 5석 무소속 33석                                                |
| 2007년 2월 6일   | 제종길                  | 열린우리당 → 무소속               | 경기 안산시 단원구 을           | 열린우리당 탈당 열린우리당 원내 1당 지위 상실 한나라당 원내 1당 지위 획득                                       | ±23         | 한나라당 127석 열린우리당 110석 민주당 11석 민주노동당 9석 국민중심당 5석 무소속 33석                                                |
| 2007년 2월 6일   | 우제창                  | 열린우리당 → 무소속               | 용인시 갑                       | 열린우리당 탈당 열린우리당 원내 1당 지위 상실 한나라당 원내 1당 지위 획득                                       | ±23         | 한나라당 127석 열린우리당 110석 민주당 11석 민주노동당 9석 국민중심당 5석 무소속 33석                                                |
| 2007년 2월 6일   | 조일현                  | 열린우리당 → 무소속               | 강원 홍천군·횡성군              | 열린우리당 탈당 열린우리당 원내 1당 지위 상실 한나라당 원내 1당 지위 획득                                       | ±23         | 한나라당 127석 열린우리당 110석 민주당 11석 민주노동당 9석 국민중심당 5석 무소속 33석                                                |
| 2007년 2월 6일   | 서재관                  | 열린우리당 → 무소속               | 충북 제천시·단양군              | 열린우리당 탈당 열린우리당 원내 1당 지위 상실 한나라당 원내 1당 지위 획득                                       | ±23         | 한나라당 127석 열린우리당 110석 민주당 11석 민주노동당 9석 국민중심당 5석 무소속 33석                                                |
| 2007년 2월 6일   | 변재일                  | 열린우리당 → 무소속               | 충북 청원군                     | 열린우리당 탈당 열린우리당 원내 1당 지위 상실 한나라당 원내 1당 지위 획득                                       | ±23         | 한나라당 127석 열린우리당 110석 민주당 11석 민주노동당 9석 국민중심당 5석 무소속 33석                                                |
| 2007년 2월 6일   | 박상돈                  | 열린우리당 → 무소속               | 충남 천안시 을                  | 열린우리당 탈당 열린우리당 원내 1당 지위 상실 한나라당 원내 1당 지위 획득                                       | ±23         | 한나라당 127석 열린우리당 110석 민주당 11석 민주노동당 9석 국민중심당 5석 무소속 33석                                                |
| 2007년 2월 6일   | 강봉균                  | 열린우리당 → 무소속               | 전북 군산시                     | 열린우리당 탈당 열린우리당 원내 1당 지위 상실 한나라당 원내 1당 지위 획득                                       | ±23         | 한나라당 127석 열린우리당 110석 민주당 11석 민주노동당 9석 국민중심당 5석 무소속 33석                                                |
| 2007년 2월 6일   | 조배숙                  | 열린우리당 → 무소속               | 전북 익산시 을                  | 열린우리당 탈당 열린우리당 원내 1당 지위 상실 한나라당 원내 1당 지위 획득                                       | ±23         | 한나라당 127석 열린우리당 110석 민주당 11석 민주노동당 9석 국민중심당 5석 무소속 33석                                                |
| 2007년 2월 6일   | 이강래                  | 열린우리당 → 무소속               | 전북 남원시·순창군              | 열린우리당 탈당 열린우리당 원내 1당 지위 상실 한나라당 원내 1당 지위 획득                                       | ±23         | 한나라당 127석 열린우리당 110석 민주당 11석 민주노동당 9석 국민중심당 5석 무소속 33석                                                |
| 2007년 2월 6일   | 주승용                  | 열린우리당 → 무소속               | 전남 여수시 을                  | 열린우리당 탈당 열린우리당 원내 1당 지위 상실 한나라당 원내 1당 지위 획득                                       | ±23         | 한나라당 127석 열린우리당 110석 민주당 11석 민주노동당 9석 국민중심당 5석 무소속 33석                                                |
| 2007년 2월 6일   | 우윤근                  | 열린우리당 → 무소속               | 전남 광양시·구례군              | 열린우리당 탈당 열린우리당 원내 1당 지위 상실 한나라당 원내 1당 지위 획득                                       | ±23         | 한나라당 127석 열린우리당 110석 민주당 11석 민주노동당 9석 국민중심당 5석 무소속 33석                                                |
| 2007년 2월 8일   | 유선호                  | 열린우리당 → 무소속               | 전남 장흥군·영암군              | 열린우리당 탈당                                                                                                 | ±1          | 한나라당 127석 열린우리당 109석 민주당 11석 민주노동당 9석 국민중심당 5석 무소속 34석                                                |
| 2007년 2월 12일  | 김태홍                  | 열린우리당 → 무소속               | 광주 북구 을                    | 열린우리당 탈당                                                                                                 | ±1          | 한나라당 127석 열린우리당 108석 민주당 11석 민주노동당 9석 국민중심당 5석 무소속 35석                                                |
| 2007년 4월 25일  | 심대평                  | 국민중심당                        | 대전 서구 을                    | 재보궐선거 당선                                                                                                 | +1          | 한나라당 128석 열린우리당 108석 민주당 12석 민주노동당 9석 국민중심당 6석 무소속 35석                                                |
| 2007년 4월 25일  | 고희선                  | 한나라당                          | 경기 화성시                     | 재보궐선거 당선                                                                                                 | +1          | 한나라당 128석 열린우리당 108석 민주당 12석 민주노동당 9석 국민중심당 6석 무소속 35석                                                |
| 2007년 4월 25일  | 김홍업                  | 민주당                            | 전남 무안군·신안군              | 재보궐선거 당선                                                                                                 | +1          | 한나라당 128석 열린우리당 108석 민주당 12석 민주노동당 9석 국민중심당 6석 무소속 35석                                                |
| 2007년 4월 30일  | 신국환                  | 국민중심당 → 무소속               | 경북 문경시·예천군              | 국민중심당 탈당                                                                                                 | ±1          | 한나라당 128석 열린우리당 108석 민주당 12석 민주노동당 9석 국민중심당 5석 무소속 36석                                                |
| 2007년 5월 7일   | 최규식                  | 무소속 → 중도개혁통합신당         | 서울 강북구 을                  | 중도개혁통합신당 창당 중도개혁통합신당 원내 교섭 지위권 획득 원내 3당 체제 재편                                 | ±19         | 한나라당 128석 열린우리당 107석 중도개혁통합신당 20석 민주당 12석 민주노동당 9석 국민중심당 5석 무소속 17석                          |
| 2007년 5월 7일   | 김낙순                  | 무소속 → 중도개혁통합신당         | 서울 양천구 을                  | 중도개혁통합신당 창당 중도개혁통합신당 원내 교섭 지위권 획득 원내 3당 체제 재편                                 | ±19         | 한나라당 128석 열린우리당 107석 중도개혁통합신당 20석 민주당 12석 민주노동당 9석 국민중심당 5석 무소속 17석                          |
| 2007년 5월 7일   | 노현송                  | 무소속 → 중도개혁통합신당         | 서울 강서구 을                  | 중도개혁통합신당 창당 중도개혁통합신당 원내 교섭 지위권 획득 원내 3당 체제 재편                                 | ±19         | 한나라당 128석 열린우리당 107석 중도개혁통합신당 20석 민주당 12석 민주노동당 9석 국민중심당 5석 무소속 17석                          |
| 2007년 5월 7일   | 김한길                  | 무소속 → 중도개혁통합신당         | 서울 구로구 을                  | 중도개혁통합신당 창당 중도개혁통합신당 원내 교섭 지위권 획득 원내 3당 체제 재편                                 | ±19         | 한나라당 128석 열린우리당 107석 중도개혁통합신당 20석 민주당 12석 민주노동당 9석 국민중심당 5석 무소속 17석                          |
| 2007년 5월 7일   | 이근식                  | 무소속 → 중도개혁통합신당         | 서울 송파구 병                  | 중도개혁통합신당 창당 중도개혁통합신당 원내 교섭 지위권 획득 원내 3당 체제 재편                                 | ±19         | 한나라당 128석 열린우리당 107석 중도개혁통합신당 20석 민주당 12석 민주노동당 9석 국민중심당 5석 무소속 17석                          |
| 2007년 5월 7일   | 최용규                  | 무소속 → 중도개혁통합신당         | 인천 부평구 을                  | 중도개혁통합신당 창당 중도개혁통합신당 원내 교섭 지위권 획득 원내 3당 체제 재편                                 | ±19         | 한나라당 128석 열린우리당 107석 중도개혁통합신당 20석 민주당 12석 민주노동당 9석 국민중심당 5석 무소속 17석                          |
| 2007년 5월 7일   | 양형일                  | 무소속 → 중도개혁통합신당         | 광주 동구                       | 중도개혁통합신당 창당 중도개혁통합신당 원내 교섭 지위권 획득 원내 3당 체제 재편                                 | ±19         | 한나라당 128석 열린우리당 107석 중도개혁통합신당 20석 민주당 12석 민주노동당 9석 국민중심당 5석 무소속 17석                          |
| 2007년 5월 7일   | 염동연                  | 무소속 → 중도개혁통합신당         | 광주 서구 갑                    | 중도개혁통합신당 창당 중도개혁통합신당 원내 교섭 지위권 획득 원내 3당 체제 재편                                 | ±19         | 한나라당 128석 열린우리당 107석 중도개혁통합신당 20석 민주당 12석 민주노동당 9석 국민중심당 5석 무소속 17석                          |
| 2007년 5월 7일   | 우제항                  | 무소속 → 중도개혁통합신당         | 경기 평택시 갑                  | 중도개혁통합신당 창당 중도개혁통합신당 원내 교섭 지위권 획득 원내 3당 체제 재편                                 | ±19         | 한나라당 128석 열린우리당 107석 중도개혁통합신당 20석 민주당 12석 민주노동당 9석 국민중심당 5석 무소속 17석                          |
| 2007년 5월 7일   | 장경수                  | 무소속 → 중도개혁통합신당         | 경기 안산시 상록구 갑           | 중도개혁통합신당 창당 중도개혁통합신당 원내 교섭 지위권 획득 원내 3당 체제 재편                                 | ±19         | 한나라당 128석 열린우리당 107석 중도개혁통합신당 20석 민주당 12석 민주노동당 9석 국민중심당 5석 무소속 17석                          |
| 2007년 5월 7일   | 우제창                  | 무소속 → 중도개혁통합신당         | 경기 용인시 갑                  | 중도개혁통합신당 창당 중도개혁통합신당 원내 교섭 지위권 획득 원내 3당 체제 재편                                 | ±19         | 한나라당 128석 열린우리당 107석 중도개혁통합신당 20석 민주당 12석 민주노동당 9석 국민중심당 5석 무소속 17석                          |
| 2007년 5월 7일   | 조일현                  | 무소속 → 중도개혁통합신당         | 강원 홍천군·횡성군              | 중도개혁통합신당 창당 중도개혁통합신당 원내 교섭 지위권 획득 원내 3당 체제 재편                                 | ±19         | 한나라당 128석 열린우리당 107석 중도개혁통합신당 20석 민주당 12석 민주노동당 9석 국민중심당 5석 무소속 17석                          |
| 2007년 5월 7일   | 서재관                  | 무소속 → 중도개혁통합신당         | 충북 제천시·단양군              | 중도개혁통합신당 창당 중도개혁통합신당 원내 교섭 지위권 획득 원내 3당 체제 재편                                 | ±19         | 한나라당 128석 열린우리당 107석 중도개혁통합신당 20석 민주당 12석 민주노동당 9석 국민중심당 5석 무소속 17석                          |
| 2007년 5월 7일   | 변재일                  | 무소속 → 중도개혁통합신당         | 충북 청원군                     | 중도개혁통합신당 창당 중도개혁통합신당 원내 교섭 지위권 획득 원내 3당 체제 재편                                 | ±19         | 한나라당 128석 열린우리당 107석 중도개혁통합신당 20석 민주당 12석 민주노동당 9석 국민중심당 5석 무소속 17석                          |
| 2007년 5월 7일   | 박상돈                  | 무소속 → 중도개혁통합신당         | 충남 천안시 을                  | 중도개혁통합신당 창당 중도개혁통합신당 원내 교섭 지위권 획득 원내 3당 체제 재편                                 | ±19         | 한나라당 128석 열린우리당 107석 중도개혁통합신당 20석 민주당 12석 민주노동당 9석 국민중심당 5석 무소속 17석                          |
| 2007년 5월 7일   | 강봉균                  | 무소속 → 중도개혁통합신당         | 전북 군산시                     | 중도개혁통합신당 창당 중도개혁통합신당 원내 교섭 지위권 획득 원내 3당 체제 재편                                 | ±19         | 한나라당 128석 열린우리당 107석 중도개혁통합신당 20석 민주당 12석 민주노동당 9석 국민중심당 5석 무소속 17석                          |
| 2007년 5월 7일   | 조배숙                  | 무소속 → 중도개혁통합신당         | 전북 익산시 을                  | 중도개혁통합신당 창당 중도개혁통합신당 원내 교섭 지위권 획득 원내 3당 체제 재편                                 | ±19         | 한나라당 128석 열린우리당 107석 중도개혁통합신당 20석 민주당 12석 민주노동당 9석 국민중심당 5석 무소속 17석                          |
| 2007년 5월 7일   | 주승용                  | 무소속 → 중도개혁통합신당         | 전남 여수시 을                  | 중도개혁통합신당 창당 중도개혁통합신당 원내 교섭 지위권 획득 원내 3당 체제 재편                                 | ±19         | 한나라당 128석 열린우리당 107석 중도개혁통합신당 20석 민주당 12석 민주노동당 9석 국민중심당 5석 무소속 17석                          |
| 2007년 5월 7일   | 신국환                  | 무소속 → 중도개혁통합신당         | 경북 문경시·예천군              | 중도개혁통합신당 창당 중도개혁통합신당 원내 교섭 지위권 획득 원내 3당 체제 재편                                 | ±19         | 한나라당 128석 열린우리당 107석 중도개혁통합신당 20석 민주당 12석 민주노동당 9석 국민중심당 5석 무소속 17석                          |
| 2007년 5월 7일   | 유필우                  | 열린우리당 → 중도개혁통합신당     | 인천 남구 갑                    | 당적변경 | ±1          | 한나라당 128석 열린우리당 107석 중도개혁통합신당 20석 민주당 12석 민주노동당 9석 국민중심당 5석 무소속 17석                          |
| 2007년 5월 11일  | 이인제                  | 국민중심당 → 민주당               | 충남 논산시·계룡시·금산군       | 당적변경 | ±1          | 한나라당 128석 열린우리당 107석 중도개혁통합신당 20석 민주당 13석 민주노동당 9석 국민중심당 4석 무소속 17석                          |
| 2007년 5월 15일  | 권선택                  | 무소속 → 국민중심당               | 대전 중구                       | 국민중심당 입당                                                                                                 | ±1          | 한나라당 128석 열린우리당 107석 중도개혁통합신당 20석 민주당 13석 민주노동당 9석 국민중심당 5석 무소속 16석                          |
| 2007년 6월 4일   | 유선호                  | 무소속 → 민주당                   | 전남 장흥군·영암군              | 민주당 입당 | ±1          | 한나라당 128석 열린우리당 107석 중도개혁통합신당 20석 민주당 14석 민주노동당 9석 국민중심당 5석 무소속 15석                          |
| 2007년 6월 8일   | 임종석                  | 열린우리당 → 무소속               | 서울 성동구 을                  | 열린우리당 탈당                                                                                                 | ±16         | 한나라당 128석 열린우리당 91석 중도개혁통합신당 20석 민주당 14석 민주노동당 9석 국민중심당 5석 무소속 31석                           |
| 2007년 6월 8일   | 우원식                  | 열린우리당 → 무소속               | 서울 노원구 을                  | 열린우리당 탈당                                                                                                 | ±16         | 한나라당 128석 열린우리당 91석 중도개혁통합신당 20석 민주당 14석 민주노동당 9석 국민중심당 5석 무소속 31석                           |
| 2007년 6월 8일   | 우상호                  | 열린우리당 → 무소속               | 서울 서대문구 갑                | 열린우리당 탈당                                                                                                 | ±16         | 한나라당 128석 열린우리당 91석 중도개혁통합신당 20석 민주당 14석 민주노동당 9석 국민중심당 5석 무소속 31석                           |
| 2007년 6월 8일   | 이인영                  | 열린우리당 → 무소속               | 서울 구로구 갑                  | 열린우리당 탈당                                                                                                 | ±16         | 한나라당 128석 열린우리당 91석 중도개혁통합신당 20석 민주당 14석 민주노동당 9석 국민중심당 5석 무소속 31석                           |
| 2007년 6월 8일   | 이목희                  | 열린우리당 → 무소속               | 서울 금천구                     | 열린우리당 탈당                                                                                                 | ±16         | 한나라당 128석 열린우리당 91석 중도개혁통합신당 20석 민주당 14석 민주노동당 9석 국민중심당 5석 무소속 31석                           |
| 2007년 6월 8일   | 김교흥                  | 열린우리당 → 무소속               | 인천 서구·강화군 갑             | 열린우리당 탈당                                                                                                 | ±16         | 한나라당 128석 열린우리당 91석 중도개혁통합신당 20석 민주당 14석 민주노동당 9석 국민중심당 5석 무소속 31석                           |
| 2007년 6월 8일   | 안영근                  | 열린우리당 → 무소속               | 인천 남구 을                    | 열린우리당 탈당                                                                                                 | ±16         | 한나라당 128석 열린우리당 91석 중도개혁통합신당 20석 민주당 14석 민주노동당 9석 국민중심당 5석 무소속 31석                           |
| 2007년 6월 8일   | 지병문                  | 열린우리당 → 무소속               | 광주 남구                       | 열린우리당 탈당                                                                                                 | ±16         | 한나라당 128석 열린우리당 91석 중도개혁통합신당 20석 민주당 14석 민주노동당 9석 국민중심당 5석 무소속 31석                           |
| 2007년 6월 8일   | 강기정                  | 열린우리당 → 무소속               | 광주 북구 갑                    | 열린우리당 탈당                                                                                                 | ±16         | 한나라당 128석 열린우리당 91석 중도개혁통합신당 20석 민주당 14석 민주노동당 9석 국민중심당 5석 무소속 31석                           |
| 2007년 6월 8일   | 김동철                  | 열린우리당 → 무소속               | 광주 광산구                     | 열린우리당 탈당                                                                                                 | ±16         | 한나라당 128석 열린우리당 91석 중도개혁통합신당 20석 민주당 14석 민주노동당 9석 국민중심당 5석 무소속 31석                           |
| 2007년 6월 8일   | 정장선                  | 열린우리당 → 무소속               | 경기 평택시 을                  | 열린우리당 탈당                                                                                                 | ±16         | 한나라당 128석 열린우리당 91석 중도개혁통합신당 20석 민주당 14석 민주노동당 9석 국민중심당 5석 무소속 31석                           |
| 2007년 6월 8일   | 최재성                  | 열린우리당 → 무소속               | 경기 남양주시 갑                | 열린우리당 탈당                                                                                                 | ±16         | 한나라당 128석 열린우리당 91석 중도개혁통합신당 20석 민주당 14석 민주노동당 9석 국민중심당 5석 무소속 31석                           |
| 2007년 6월 8일   | 조정식                  | 열린우리당 → 무소속               | 경기 시흥시 을                  | 열린우리당 탈당                                                                                                 | ±16         | 한나라당 128석 열린우리당 91석 중도개혁통합신당 20석 민주당 14석 민주노동당 9석 국민중심당 5석 무소속 31석                           |
| 2007년 6월 8일   | 김부겸                  | 열린우리당 → 무소속               | 경기 군포시                     | 열린우리당 탈당                                                                                                 | ±16         | 한나라당 128석 열린우리당 91석 중도개혁통합신당 20석 민주당 14석 민주노동당 9석 국민중심당 5석 무소속 31석                           |
| 2007년 6월 8일   | 채수찬                  | 열린우리당 → 무소속               | 전북 전주시 덕진구              | 열린우리당 탈당                                                                                                 | ±16         | 한나라당 128석 열린우리당 91석 중도개혁통합신당 20석 민주당 14석 민주노동당 9석 국민중심당 5석 무소속 31석                           |
| 2007년 6월 8일   | 강창일                  | 열린우리당 → 무소속               | 제주 제주시·북제주군 갑         | 열린우리당 탈당                                                                                                 | ±16         | 한나라당 128석 열린우리당 91석 중도개혁통합신당 20석 민주당 14석 민주노동당 9석 국민중심당 5석 무소속 31석                           |
| 2007년 6월 12일  | 김근태                  | 열린우리당 → 무소속               | 서울 도봉구 갑                  | 열린우리당 탈당                                                                                                 | ±1          | 한나라당 128석 열린우리당 90석 중도개혁통합신당 20석 민주당 14석 민주노동당 9석 국민중심당 5석 무소속 32석                           |
| 2007년 6월 14일  | 김희선                  | 열린우리당 → 무소속               | 서울 동대문구 갑                | 열린우리당 탈당                                                                                                 | ±1          | 한나라당 128석 열린우리당 89석 중도개혁통합신당 20석 민주당 14석 민주노동당 9석 국민중심당 5석 무소속 33석                           |
| 2007년 6월 15일  | 김덕규                  | 열린우리당 → 무소속               | 서울 중랑구 을                  | 열린우리당 탈당                                                                                                 | ±16         | 한나라당 128석 열린우리당 73석 중도개혁통합신당 20석 민주당 14석 민주노동당 9석 국민중심당 5석 무소속 49석                           |
| 2007년 6월 15일  | 정봉주                  | 열린우리당 → 무소속               | 서울 노원구 갑                  | 열린우리당 탈당                                                                                                 | ±16         | 한나라당 128석 열린우리당 73석 중도개혁통합신당 20석 민주당 14석 민주노동당 9석 국민중심당 5석 무소속 49석                           |
| 2007년 6월 15일  | 이미경                  | 열린우리당 → 무소속               | 서울 은평구 갑                  | 열린우리당 탈당                                                                                                 | ±16         | 한나라당 128석 열린우리당 73석 중도개혁통합신당 20석 민주당 14석 민주노동당 9석 국민중심당 5석 무소속 49석                           |
| 2007년 6월 15일  | 한광원                  | 열린우리당 → 무소속               | 인천 중구·동구·옹진군           | 열린우리당 탈당                                                                                                 | ±16         | 한나라당 128석 열린우리당 73석 중도개혁통합신당 20석 민주당 14석 민주노동당 9석 국민중심당 5석 무소속 49석                           |
| 2007년 6월 15일  | 신학용                  | 열린우리당 → 무소속               | 인천 계양구 갑                  | 열린우리당 탈당                                                                                                 | ±16         | 한나라당 128석 열린우리당 73석 중도개혁통합신당 20석 민주당 14석 민주노동당 9석 국민중심당 5석 무소속 49석                           |
| 2007년 6월 15일  | 심재덕                  | 열린우리당 → 무소속               | 경기 수원시 장안구              | 열린우리당 탈당                                                                                                 | ±16         | 한나라당 128석 열린우리당 73석 중도개혁통합신당 20석 민주당 14석 민주노동당 9석 국민중심당 5석 무소속 49석                           |
| 2007년 6월 15일  | 이기우                  | 열린우리당 → 무소속               | 경기 수원시 권선구              | 열린우리당 탈당                                                                                                 | ±16         | 한나라당 128석 열린우리당 73석 중도개혁통합신당 20석 민주당 14석 민주노동당 9석 국민중심당 5석 무소속 49석                           |
| 2007년 6월 15일  | 이석현                  | 열린우리당 → 무소속               | 경기 안양시 동안구 갑           | 열린우리당 탈당                                                                                                 | ±16         | 한나라당 128석 열린우리당 73석 중도개혁통합신당 20석 민주당 14석 민주노동당 9석 국민중심당 5석 무소속 49석                           |
| 2007년 6월 15일  | 문희상                  | 열린우리당 → 무소속               | 경기 의정부시 갑                | 열린우리당 탈당                                                                                                 | ±16         | 한나라당 128석 열린우리당 73석 중도개혁통합신당 20석 민주당 14석 민주노동당 9석 국민중심당 5석 무소속 49석                           |
| 2007년 6월 15일  | 강성종                  | 열린우리당 → 무소속               | 경기 의정부시 을                | 열린우리당 탈당                                                                                                 | ±16         | 한나라당 128석 열린우리당 73석 중도개혁통합신당 20석 민주당 14석 민주노동당 9석 국민중심당 5석 무소속 49석                           |
| 2007년 6월 15일  | 이원영                  | 열린우리당 → 무소속               | 경기 광명시 갑                  | 열린우리당 탈당                                                                                                 | ±16         | 한나라당 128석 열린우리당 73석 중도개혁통합신당 20석 민주당 14석 민주노동당 9석 국민중심당 5석 무소속 49석                           |
| 2007년 6월 15일  | 최성                    | 열린우리당 → 무소속               | 경기 고양시 덕양구 을           | 열린우리당 탈당                                                                                                 | ±16         | 한나라당 128석 열린우리당 73석 중도개혁통합신당 20석 민주당 14석 민주노동당 9석 국민중심당 5석 무소속 49석                           |
| 2007년 6월 15일  | 박기춘                  | 열린우리당 → 무소속               | 경기 남양주시 을                | 열린우리당 탈당                                                                                                 | ±16         | 한나라당 128석 열린우리당 73석 중도개혁통합신당 20석 민주당 14석 민주노동당 9석 국민중심당 5석 무소속 49석                           |
| 2007년 6월 15일  | 문학진                  | 열린우리당 → 무소속               | 경기 하남시                     | 열린우리당 탈당                                                                                                 | ±16         | 한나라당 128석 열린우리당 73석 중도개혁통합신당 20석 민주당 14석 민주노동당 9석 국민중심당 5석 무소속 49석                           |
| 2007년 6월 15일  | 이영호                  | 열린우리당 → 무소속               | 전남 강진군·완도군              | 열린우리당 탈당                                                                                                 | ±16         | 한나라당 128석 열린우리당 73석 중도개혁통합신당 20석 민주당 14석 민주노동당 9석 국민중심당 5석 무소속 49석                           |
| 2007년 6월 15일  | 김우남                  | 열린우리당 → 무소속               | 제주 제주시·북제주군 을         | 열린우리당 탈당                                                                                                 | ±16         | 한나라당 128석 열린우리당 73석 중도개혁통합신당 20석 민주당 14석 민주노동당 9석 국민중심당 5석 무소속 49석                           |
| 2007년 6월 29일  |                         | 중도개혁통합신당 → 중도통합민주당 |                                 | 중도개혁통합신당과 민주당 합당                                                                                  | ±20         | 한나라당 128석 열린우리당 73석 중도통합민주당 34석 민주노동당 9석 국민중심당 5석 무소속 49석                                         |
| 2007년 6월 29일  | 민주당 → 중도통합민주당 | ±13                               |                                 | 중도개혁통합신당과 민주당 합당                                                                                  |             | 한나라당 128석 열린우리당 73석 중도통합민주당 34석 민주노동당 9석 국민중심당 5석 무소속 49석                                         |
| 2007년 7월 3일   | 박성범                  | 무소속 → 한나라당                 | 서울 중구                       | 한나라당 복당                                                                                                   | ±1          | 한나라당 129석 열린우리당 73석 중도통합민주당 34석 민주노동당 9석 국민중심당 5석 무소속 49석                                         |
| 2007년 7월 24일  | 김형주                  | 열린우리당 → 무소속               | 서울 광진구 을                  | 열린우리당 탈당                                                                                                 | ±15         | 한나라당 129석 열린우리당 58석 중도통합민주당 30석 민주노동당 9석 국민중심당 5석 무소속 68석                                         |
| 2007년 7월 24일  | 유인태                  | 열린우리당 → 무소속               | 서울 도봉구 을                  | 열린우리당 탈당                                                                                                 | ±15         | 한나라당 129석 열린우리당 58석 중도통합민주당 30석 민주노동당 9석 국민중심당 5석 무소속 68석                                         |
| 2007년 7월 24일  | 이상경                  | 열린우리당 → 무소속               | 서울 강동구 을                  | 열린우리당 탈당                                                                                                 | ±15         | 한나라당 129석 열린우리당 58석 중도통합민주당 30석 민주노동당 9석 국민중심당 5석 무소속 68석                                         |
| 2007년 7월 24일  | 조경태                  | 열린우리당 → 무소속               | 부산 사하구 을                  | 열린우리당 탈당                                                                                                 | ±15         | 한나라당 129석 열린우리당 58석 중도통합민주당 30석 민주노동당 9석 국민중심당 5석 무소속 68석                                         |
| 2007년 7월 24일  | 문병호                  | 열린우리당 → 무소속               | 인천 부평구 갑                  | 열린우리당 탈당                                                                                                 | ±15         | 한나라당 129석 열린우리당 58석 중도통합민주당 30석 민주노동당 9석 국민중심당 5석 무소속 68석                                         |
| 2007년 7월 24일  | 송영길                  | 열린우리당 → 무소속               | 인천 계양구 을                  | 열린우리당 탈당                                                                                                 | ±15         | 한나라당 129석 열린우리당 58석 중도통합민주당 30석 민주노동당 9석 국민중심당 5석 무소속 68석                                         |
| 2007년 7월 24일  | 정동채                  | 열린우리당 → 무소속               | 광주 서구 을                    | 열린우리당 탈당                                                                                                 | ±15         | 한나라당 129석 열린우리당 58석 중도통합민주당 30석 민주노동당 9석 국민중심당 5석 무소속 68석                                         |
| 2007년 7월 24일  | 박병석                  | 열린우리당 → 무소속               | 대전 서구 갑                    | 열린우리당 탈당                                                                                                 | ±15         | 한나라당 129석 열린우리당 58석 중도통합민주당 30석 민주노동당 9석 국민중심당 5석 무소속 68석                                         |
| 2007년 7월 24일  | 안민석                  | 열린우리당 → 무소속               | 경기 오산시                     | 열린우리당 탈당                                                                                                 | ±15         | 한나라당 129석 열린우리당 58석 중도통합민주당 30석 민주노동당 9석 국민중심당 5석 무소속 68석                                         |
| 2007년 7월 24일  | 홍재형                  | 열린우리당 → 무소속               | 충북 청주시 상당구              | 열린우리당 탈당                                                                                                 | ±15         | 한나라당 129석 열린우리당 58석 중도통합민주당 30석 민주노동당 9석 국민중심당 5석 무소속 68석                                         |
| 2007년 7월 24일  | 오제세                  | 열린우리당 → 무소속               | 충북 청주시 흥덕구 갑           | 열린우리당 탈당                                                                                                 | ±15         | 한나라당 129석 열린우리당 58석 중도통합민주당 30석 민주노동당 9석 국민중심당 5석 무소속 68석                                         |
| 2007년 7월 24일  | 노영민                  | 열린우리당 → 무소속               | 충북 청주시 흥덕구 을           | 열린우리당 탈당                                                                                                 | ±15         | 한나라당 129석 열린우리당 58석 중도통합민주당 30석 민주노동당 9석 국민중심당 5석 무소속 68석                                         |
| 2007년 7월 24일  | 이시종                  | 열린우리당 → 무소속               | 충북 충주시                     | 열린우리당 탈당                                                                                                 | ±15         | 한나라당 129석 열린우리당 58석 중도통합민주당 30석 민주노동당 9석 국민중심당 5석 무소속 68석                                         |
| 2007년 7월 24일  | 최규성                  | 열린우리당 → 무소속               | 김제시·완주군전북 김제시·완주군 | 열린우리당 탈당                                                                                                 | ±15         | 한나라당 129석 열린우리당 58석 중도통합민주당 30석 민주노동당 9석 국민중심당 5석 무소속 68석                                         |
| 2007년 7월 24일  | 서갑원                  | 열린우리당 → 무소속               | 전남 순천시                     | 열린우리당 탈당                                                                                                 | ±15         | 한나라당 129석 열린우리당 58석 중도통합민주당 30석 민주노동당 9석 국민중심당 5석 무소속 68석                                         |
| 2007년 7월 24일  | 김효석                  | 중도통합민주당 → 무소속           | 전남 담양군·곡성군·장성군       | 중도통합민주당 탈당                                                                                             | ±4          | 한나라당 129석 열린우리당 58석 중도통합민주당 30석 민주노동당 9석 국민중심당 5석 무소속 68석                                         |
| 2007년 7월 24일  | 신중식                  | 중도통합민주당 → 무소속           | 전남 고흥군·보성군              | 중도통합민주당 탈당                                                                                             | ±4          | 한나라당 129석 열린우리당 58석 중도통합민주당 30석 민주노동당 9석 국민중심당 5석 무소속 68석                                         |
| 2007년 7월 24일  | 채일병                  | 중도통합민주당 → 무소속           | 전남 해남군·진도군              | 중도통합민주당 탈당                                                                                             | ±4          | 한나라당 129석 열린우리당 58석 중도통합민주당 30석 민주노동당 9석 국민중심당 5석 무소속 68석                                         |
| 2007년 7월 24일  | 이낙연                  | 중도통합민주당 → 무소속           | 전남 함평군·영광군              | 중도통합민주당 탈당                                                                                             | ±4          | 한나라당 129석 열린우리당 58석 중도통합민주당 30석 민주노동당 9석 국민중심당 5석 무소속 68석                                         |
| 2007년 7월 25일  | 유선호                  | 중도통합민주당 → 무소속           | 전남 장흥군·영암군              | 중도통합민주당 탈당                                                                                             | ±2          | 한나라당 129석 열린우리당 58석 중도통합민주당 28석 민주노동당 9석 국민중심당 5석 무소속 70석                                         |
| 2007년 7월 25일  | 김홍업                  | 중도통합민주당 → 무소속           | 전남 무안군·신안군              | 중도통합민주당 탈당                                                                                             | ±2          | 한나라당 129석 열린우리당 58석 중도통합민주당 28석 민주노동당 9석 국민중심당 5석 무소속 70석                                         |
| 2007년 8월 3일   | 최규식                  | 중도통합민주당 → 무소속           | 서울 강북구 을                  | 중도통합민주당 탈당 중도통합민주당 원내교섭단체 지위 상실 양당 교섭단체 환원                                    | ±19         | 한나라당 129석 열린우리당 58석 민주노동당 9석 중도통합민주당 9석 국민중심당 5석 무소속 89석                                          |
| 2007년 8월 3일   | 김낙순                  | 중도통합민주당 → 무소속           | 서울 양천구 을                  | 중도통합민주당 탈당 중도통합민주당 원내교섭단체 지위 상실 양당 교섭단체 환원                                    | ±19         | 한나라당 129석 열린우리당 58석 민주노동당 9석 중도통합민주당 9석 국민중심당 5석 무소속 89석                                          |
| 2007년 8월 3일   | 노현송                  | 중도통합민주당 → 무소속           | 서울 강서구 을                  | 중도통합민주당 탈당 중도통합민주당 원내교섭단체 지위 상실 양당 교섭단체 환원                                    | ±19         | 한나라당 129석 열린우리당 58석 민주노동당 9석 중도통합민주당 9석 국민중심당 5석 무소속 89석                                          |
| 2007년 8월 3일   | 김한길                  | 중도통합민주당 → 무소속           | 서울 구로구 을                  | 중도통합민주당 탈당 중도통합민주당 원내교섭단체 지위 상실 양당 교섭단체 환원                                    | ±19         | 한나라당 129석 열린우리당 58석 민주노동당 9석 중도통합민주당 9석 국민중심당 5석 무소속 89석                                          |
| 2007년 8월 3일   | 이근식                  | 중도통합민주당 → 무소속           | 서울 송파구 병                  | 중도통합민주당 탈당 중도통합민주당 원내교섭단체 지위 상실 양당 교섭단체 환원                                    | ±19         | 한나라당 129석 열린우리당 58석 민주노동당 9석 중도통합민주당 9석 국민중심당 5석 무소속 89석                                          |
| 2007년 8월 3일   | 유필우                  | 중도통합민주당 → 무소속           | 인천 남구 갑                    | 중도통합민주당 탈당 중도통합민주당 원내교섭단체 지위 상실 양당 교섭단체 환원                                    | ±19         | 한나라당 129석 열린우리당 58석 민주노동당 9석 중도통합민주당 9석 국민중심당 5석 무소속 89석                                          |
| 2007년 8월 3일   | 최용규                  | 중도통합민주당 → 무소속           | 인천 부평구 을                  | 중도통합민주당 탈당 중도통합민주당 원내교섭단체 지위 상실 양당 교섭단체 환원                                    | ±19         | 한나라당 129석 열린우리당 58석 민주노동당 9석 중도통합민주당 9석 국민중심당 5석 무소속 89석                                          |
| 2007년 8월 3일   | 양형일                  | 중도통합민주당 → 무소속           | 광주 동구                       | 중도통합민주당 탈당 중도통합민주당 원내교섭단체 지위 상실 양당 교섭단체 환원                                    | ±19         | 한나라당 129석 열린우리당 58석 민주노동당 9석 중도통합민주당 9석 국민중심당 5석 무소속 89석                                          |
| 2007년 8월 3일   | 염동연                  | 중도통합민주당 → 무소속           | 광주 서구 갑                    | 중도통합민주당 탈당 중도통합민주당 원내교섭단체 지위 상실 양당 교섭단체 환원                                    | ±19         | 한나라당 129석 열린우리당 58석 민주노동당 9석 중도통합민주당 9석 국민중심당 5석 무소속 89석                                          |
| 2007년 8월 3일   | 우제항                  | 중도통합민주당 → 무소속           | 경기 평택시 갑                  | 중도통합민주당 탈당 중도통합민주당 원내교섭단체 지위 상실 양당 교섭단체 환원                                    | ±19         | 한나라당 129석 열린우리당 58석 민주노동당 9석 중도통합민주당 9석 국민중심당 5석 무소속 89석                                          |
| 2007년 8월 3일   | 장경수                  | 중도통합민주당 → 무소속           | 경기 안산시 상록구 갑           | 중도통합민주당 탈당 중도통합민주당 원내교섭단체 지위 상실 양당 교섭단체 환원                                    | ±19         | 한나라당 129석 열린우리당 58석 민주노동당 9석 중도통합민주당 9석 국민중심당 5석 무소속 89석                                          |
| 2007년 8월 3일   | 우제창                  | 중도통합민주당 → 무소속           | 경기 용인시 갑                  | 중도통합민주당 탈당 중도통합민주당 원내교섭단체 지위 상실 양당 교섭단체 환원                                    | ±19         | 한나라당 129석 열린우리당 58석 민주노동당 9석 중도통합민주당 9석 국민중심당 5석 무소속 89석                                          |
| 2007년 8월 3일   | 조일현                  | 중도통합민주당 → 무소속           | 강원 홍천군·횡성군              | 중도통합민주당 탈당 중도통합민주당 원내교섭단체 지위 상실 양당 교섭단체 환원                                    | ±19         | 한나라당 129석 열린우리당 58석 민주노동당 9석 중도통합민주당 9석 국민중심당 5석 무소속 89석                                          |
| 2007년 8월 3일   | 서재관                  | 중도통합민주당 → 무소속           | 충북 제천시·단양군              | 중도통합민주당 탈당 중도통합민주당 원내교섭단체 지위 상실 양당 교섭단체 환원                                    | ±19         | 한나라당 129석 열린우리당 58석 민주노동당 9석 중도통합민주당 9석 국민중심당 5석 무소속 89석                                          |
| 2007년 8월 3일   | 변재일                  | 중도통합민주당 → 무소속           | 충북 청원군                     | 중도통합민주당 탈당 중도통합민주당 원내교섭단체 지위 상실 양당 교섭단체 환원                                    | ±19         | 한나라당 129석 열린우리당 58석 민주노동당 9석 중도통합민주당 9석 국민중심당 5석 무소속 89석                                          |
| 2007년 8월 3일   | 박상돈                  | 중도통합민주당 → 무소속           | 충남 천안시 을                  | 중도통합민주당 탈당 중도통합민주당 원내교섭단체 지위 상실 양당 교섭단체 환원                                    | ±19         | 한나라당 129석 열린우리당 58석 민주노동당 9석 중도통합민주당 9석 국민중심당 5석 무소속 89석                                          |
| 2007년 8월 3일   | 강봉균                  | 중도통합민주당 → 무소속           | 전북 군산시                     | 중도통합민주당 탈당 중도통합민주당 원내교섭단체 지위 상실 양당 교섭단체 환원                                    | ±19         | 한나라당 129석 열린우리당 58석 민주노동당 9석 중도통합민주당 9석 국민중심당 5석 무소속 89석                                          |
| 2007년 8월 3일   | 조배숙                  | 중도통합민주당 → 무소속           | 전북 익산시 을                  | 중도통합민주당 탈당 중도통합민주당 원내교섭단체 지위 상실 양당 교섭단체 환원                                    | ±19         | 한나라당 129석 열린우리당 58석 민주노동당 9석 중도통합민주당 9석 국민중심당 5석 무소속 89석                                          |
| 2007년 8월 3일   | 주승용                  | 중도통합민주당 → 무소속           | 전남 여수시 을                  | 중도통합민주당 탈당 중도통합민주당 원내교섭단체 지위 상실 양당 교섭단체 환원                                    | ±19         | 한나라당 129석 열린우리당 58석 민주노동당 9석 중도통합민주당 9석 국민중심당 5석 무소속 89석                                          |
| 2007년 8월 5일   | 최재천                  | 무소속 → 대통합민주신당           | 서울 성동구 갑                  | 대통합민주신당 창당 대통합민주신당 원내교섭단체 획득 원내교섭단체 3당 전환                                      | ±85         | 한나라당 129석 대통합민주신당 85석 열린우리당 58석 민주노동당 9석 중도통합민주당 9석 국민중심당 5석 무소속 4석                       |
| 2007년 8월 5일   | 임종석                  | 무소속 → 대통합민주신당           | 서울 성동구 을                  | 대통합민주신당 창당 대통합민주신당 원내교섭단체 획득 원내교섭단체 3당 전환                                      | ±85         | 한나라당 129석 대통합민주신당 85석 열린우리당 58석 민주노동당 9석 중도통합민주당 9석 국민중심당 5석 무소속 4석                       |
| 2007년 8월 5일   | 김형주                  | 무소속 → 대통합민주신당           | 서울 광진구 을                  | 대통합민주신당 창당 대통합민주신당 원내교섭단체 획득 원내교섭단체 3당 전환                                      | ±85         | 한나라당 129석 대통합민주신당 85석 열린우리당 58석 민주노동당 9석 중도통합민주당 9석 국민중심당 5석 무소속 4석                       |
| 2007년 8월 5일   | 김희선                  | 무소속 → 대통합민주신당           | 서울 동대문구 갑                | 대통합민주신당 창당 대통합민주신당 원내교섭단체 획득 원내교섭단체 3당 전환                                      | ±85         | 한나라당 129석 대통합민주신당 85석 열린우리당 58석 민주노동당 9석 중도통합민주당 9석 국민중심당 5석 무소속 4석                       |
| 2007년 8월 5일   | 김덕규                  | 무소속 → 대통합민주신당           | 서울 중랑구 을                  | 대통합민주신당 창당 대통합민주신당 원내교섭단체 획득 원내교섭단체 3당 전환                                      | ±85         | 한나라당 129석 대통합민주신당 85석 열린우리당 58석 민주노동당 9석 중도통합민주당 9석 국민중심당 5석 무소속 4석                       |
| 2007년 8월 5일   | 최규식                  | 무소속 → 대통합민주신당           | 서울 강북구 을                  | 대통합민주신당 창당 대통합민주신당 원내교섭단체 획득 원내교섭단체 3당 전환                                      | ±85         | 한나라당 129석 대통합민주신당 85석 열린우리당 58석 민주노동당 9석 중도통합민주당 9석 국민중심당 5석 무소속 4석                       |
| 2007년 8월 5일   | 김근태                  | 무소속 → 대통합민주신당           | 서울 도봉구 갑                  | 대통합민주신당 창당 대통합민주신당 원내교섭단체 획득 원내교섭단체 3당 전환                                      | ±85         | 한나라당 129석 대통합민주신당 85석 열린우리당 58석 민주노동당 9석 중도통합민주당 9석 국민중심당 5석 무소속 4석                       |
| 2007년 8월 5일   | 유인태                  | 무소속 → 대통합민주신당           | 서울 도봉구 을                  | 대통합민주신당 창당 대통합민주신당 원내교섭단체 획득 원내교섭단체 3당 전환                                      | ±85         | 한나라당 129석 대통합민주신당 85석 열린우리당 58석 민주노동당 9석 중도통합민주당 9석 국민중심당 5석 무소속 4석                       |
| 2007년 8월 5일   | 정봉주                  | 무소속 → 대통합민주신당           | 서울 노원구 갑                  | 대통합민주신당 창당 대통합민주신당 원내교섭단체 획득 원내교섭단체 3당 전환                                      | ±85         | 한나라당 129석 대통합민주신당 85석 열린우리당 58석 민주노동당 9석 중도통합민주당 9석 국민중심당 5석 무소속 4석                       |
| 2007년 8월 5일   | 우원식                  | 무소속 → 대통합민주신당           | 서울 노원구 을                  | 대통합민주신당 창당 대통합민주신당 원내교섭단체 획득 원내교섭단체 3당 전환                                      | ±85         | 한나라당 129석 대통합민주신당 85석 열린우리당 58석 민주노동당 9석 중도통합민주당 9석 국민중심당 5석 무소속 4석                       |
| 2007년 8월 5일   | 이미경                  | 무소속 → 대통합민주신당           | 서울 은평구 갑                  | 대통합민주신당 창당 대통합민주신당 원내교섭단체 획득 원내교섭단체 3당 전환                                      | ±85         | 한나라당 129석 대통합민주신당 85석 열린우리당 58석 민주노동당 9석 중도통합민주당 9석 국민중심당 5석 무소속 4석                       |
| 2007년 8월 5일   | 우상호                  | 무소속 → 대통합민주신당           | 서울 서대문구 갑                | 대통합민주신당 창당 대통합민주신당 원내교섭단체 획득 원내교섭단체 3당 전환                                      | ±85         | 한나라당 129석 대통합민주신당 85석 열린우리당 58석 민주노동당 9석 중도통합민주당 9석 국민중심당 5석 무소속 4석                       |
| 2007년 8월 5일   | 노웅래                  | 무소속 → 대통합민주신당           | 서울 마포구 갑                  | 대통합민주신당 창당 대통합민주신당 원내교섭단체 획득 원내교섭단체 3당 전환                                      | ±85         | 한나라당 129석 대통합민주신당 85석 열린우리당 58석 민주노동당 9석 중도통합민주당 9석 국민중심당 5석 무소속 4석                       |
| 2007년 8월 5일   | 김낙순                  | 무소속 → 대통합민주신당           | 서울 양천구 을                  | 대통합민주신당 창당 대통합민주신당 원내교섭단체 획득 원내교섭단체 3당 전환                                      | ±85         | 한나라당 129석 대통합민주신당 85석 열린우리당 58석 민주노동당 9석 중도통합민주당 9석 국민중심당 5석 무소속 4석                       |
| 2007년 8월 5일   | 노현송                  | 무소속 → 대통합민주신당           | 서울 강서구 을                  | 대통합민주신당 창당 대통합민주신당 원내교섭단체 획득 원내교섭단체 3당 전환                                      | ±85         | 한나라당 129석 대통합민주신당 85석 열린우리당 58석 민주노동당 9석 중도통합민주당 9석 국민중심당 5석 무소속 4석                       |
| 2007년 8월 5일   | 이인영                  | 무소속 → 대통합민주신당           | 서울 구로구 갑                  | 대통합민주신당 창당 대통합민주신당 원내교섭단체 획득 원내교섭단체 3당 전환                                      | ±85         | 한나라당 129석 대통합민주신당 85석 열린우리당 58석 민주노동당 9석 중도통합민주당 9석 국민중심당 5석 무소속 4석                       |
| 2007년 8월 5일   | 김한길                  | 무소속 → 대통합민주신당           | 서울 구로구 을                  | 대통합민주신당 창당 대통합민주신당 원내교섭단체 획득 원내교섭단체 3당 전환                                      | ±85         | 한나라당 129석 대통합민주신당 85석 열린우리당 58석 민주노동당 9석 중도통합민주당 9석 국민중심당 5석 무소속 4석                       |
| 2007년 8월 5일   | 이목희                  | 무소속 → 대통합민주신당           | 서울 금천구                     | 대통합민주신당 창당 대통합민주신당 원내교섭단체 획득 원내교섭단체 3당 전환                                      | ±85         | 한나라당 129석 대통합민주신당 85석 열린우리당 58석 민주노동당 9석 중도통합민주당 9석 국민중심당 5석 무소속 4석                       |
| 2007년 8월 5일   | 전병헌                  | 무소속 → 대통합민주신당           | 서울 동작구 갑                  | 대통합민주신당 창당 대통합민주신당 원내교섭단체 획득 원내교섭단체 3당 전환                                      | ±85         | 한나라당 129석 대통합민주신당 85석 열린우리당 58석 민주노동당 9석 중도통합민주당 9석 국민중심당 5석 무소속 4석                       |
| 2007년 8월 5일   | 이계안                  | 무소속 → 대통합민주신당           | 서울 동작구 을                  | 대통합민주신당 창당 대통합민주신당 원내교섭단체 획득 원내교섭단체 3당 전환                                      | ±85         | 한나라당 129석 대통합민주신당 85석 열린우리당 58석 민주노동당 9석 중도통합민주당 9석 국민중심당 5석 무소속 4석                       |
| 2007년 8월 5일   | 이근식                  | 무소속 → 대통합민주신당           | 서울 송파구 병                  | 대통합민주신당 창당 대통합민주신당 원내교섭단체 획득 원내교섭단체 3당 전환                                      | ±85         | 한나라당 129석 대통합민주신당 85석 열린우리당 58석 민주노동당 9석 중도통합민주당 9석 국민중심당 5석 무소속 4석                       |
| 2007년 8월 5일   | 이상경                  | 무소속 → 대통합민주신당           | 서울 강동구 을                  | 대통합민주신당 창당 대통합민주신당 원내교섭단체 획득 원내교섭단체 3당 전환                                      | ±85         | 한나라당 129석 대통합민주신당 85석 열린우리당 58석 민주노동당 9석 중도통합민주당 9석 국민중심당 5석 무소속 4석                       |
| 2007년 8월 5일   | 조경태                  | 무소속 → 대통합민주신당           | 부산 사하구 을                  | 대통합민주신당 창당 대통합민주신당 원내교섭단체 획득 원내교섭단체 3당 전환                                      | ±85         | 한나라당 129석 대통합민주신당 85석 열린우리당 58석 민주노동당 9석 중도통합민주당 9석 국민중심당 5석 무소속 4석                       |
| 2007년 8월 5일   | 한광원                  | 무소속 → 대통합민주신당           | 인천 중구·동구·옹진군           | 대통합민주신당 창당 대통합민주신당 원내교섭단체 획득 원내교섭단체 3당 전환                                      | ±85         | 한나라당 129석 대통합민주신당 85석 열린우리당 58석 민주노동당 9석 중도통합민주당 9석 국민중심당 5석 무소속 4석                       |
| 2007년 8월 5일   | 유필우                  | 무소속 → 대통합민주신당           | 인천 남구 갑                    | 대통합민주신당 창당 대통합민주신당 원내교섭단체 획득 원내교섭단체 3당 전환                                      | ±85         | 한나라당 129석 대통합민주신당 85석 열린우리당 58석 민주노동당 9석 중도통합민주당 9석 국민중심당 5석 무소속 4석                       |
| 2007년 8월 5일   | 안영근                  | 무소속 → 대통합민주신당           | 인천 남구 을                    | 대통합민주신당 창당 대통합민주신당 원내교섭단체 획득 원내교섭단체 3당 전환                                      | ±85         | 한나라당 129석 대통합민주신당 85석 열린우리당 58석 민주노동당 9석 중도통합민주당 9석 국민중심당 5석 무소속 4석                       |
| 2007년 8월 5일   | 문병호                  | 무소속 → 대통합민주신당           | 인천 부평구 갑                  | 대통합민주신당 창당 대통합민주신당 원내교섭단체 획득 원내교섭단체 3당 전환                                      | ±85         | 한나라당 129석 대통합민주신당 85석 열린우리당 58석 민주노동당 9석 중도통합민주당 9석 국민중심당 5석 무소속 4석                       |
| 2007년 8월 5일   | 최용규                  | 무소속 → 대통합민주신당           | 인천 부평구 을                  | 대통합민주신당 창당 대통합민주신당 원내교섭단체 획득 원내교섭단체 3당 전환                                      | ±85         | 한나라당 129석 대통합민주신당 85석 열린우리당 58석 민주노동당 9석 중도통합민주당 9석 국민중심당 5석 무소속 4석                       |
| 2007년 8월 5일   | 신학용                  | 무소속 → 대통합민주신당           | 인천 계양구 갑                  | 대통합민주신당 창당 대통합민주신당 원내교섭단체 획득 원내교섭단체 3당 전환                                      | ±85         | 한나라당 129석 대통합민주신당 85석 열린우리당 58석 민주노동당 9석 중도통합민주당 9석 국민중심당 5석 무소속 4석                       |
| 2007년 8월 5일   | 송영길                  | 무소속 → 대통합민주신당           | 인천 계양구 을                  | 대통합민주신당 창당 대통합민주신당 원내교섭단체 획득 원내교섭단체 3당 전환                                      | ±85         | 한나라당 129석 대통합민주신당 85석 열린우리당 58석 민주노동당 9석 중도통합민주당 9석 국민중심당 5석 무소속 4석                       |
| 2007년 8월 5일   | 김교흥                  | 무소속 → 대통합민주신당           | 인천 서구·강화군 갑             | 대통합민주신당 창당 대통합민주신당 원내교섭단체 획득 원내교섭단체 3당 전환                                      | ±85         | 한나라당 129석 대통합민주신당 85석 열린우리당 58석 민주노동당 9석 중도통합민주당 9석 국민중심당 5석 무소속 4석                       |
| 2007년 8월 5일   | 양형일                  | 무소속 → 대통합민주신당           | 광주 동구                       | 대통합민주신당 창당 대통합민주신당 원내교섭단체 획득 원내교섭단체 3당 전환                                      | ±85         | 한나라당 129석 대통합민주신당 85석 열린우리당 58석 민주노동당 9석 중도통합민주당 9석 국민중심당 5석 무소속 4석                       |
| 2007년 8월 5일   | 염동연                  | 무소속 → 대통합민주신당           | 광주 서구 갑                    | 대통합민주신당 창당 대통합민주신당 원내교섭단체 획득 원내교섭단체 3당 전환                                      | ±85         | 한나라당 129석 대통합민주신당 85석 열린우리당 58석 민주노동당 9석 중도통합민주당 9석 국민중심당 5석 무소속 4석                       |
| 2007년 8월 5일   | 정동채                  | 무소속 → 대통합민주신당           | 광주 서구 을                    | 대통합민주신당 창당 대통합민주신당 원내교섭단체 획득 원내교섭단체 3당 전환                                      | ±85         | 한나라당 129석 대통합민주신당 85석 열린우리당 58석 민주노동당 9석 중도통합민주당 9석 국민중심당 5석 무소속 4석                       |
| 2007년 8월 5일   | 지병문                  | 무소속 → 대통합민주신당           | 광주 남구                       | 대통합민주신당 창당 대통합민주신당 원내교섭단체 획득 원내교섭단체 3당 전환                                      | ±85         | 한나라당 129석 대통합민주신당 85석 열린우리당 58석 민주노동당 9석 중도통합민주당 9석 국민중심당 5석 무소속 4석                       |
| 2007년 8월 5일   | 강기정                  | 무소속 → 대통합민주신당           | 광주 북구 갑                    | 대통합민주신당 창당 대통합민주신당 원내교섭단체 획득 원내교섭단체 3당 전환                                      | ±85         | 한나라당 129석 대통합민주신당 85석 열린우리당 58석 민주노동당 9석 중도통합민주당 9석 국민중심당 5석 무소속 4석                       |
| 2007년 8월 5일   | 김태홍                  | 무소속 → 대통합민주신당           | 광주 북구 을                    | 대통합민주신당 창당 대통합민주신당 원내교섭단체 획득 원내교섭단체 3당 전환                                      | ±85         | 한나라당 129석 대통합민주신당 85석 열린우리당 58석 민주노동당 9석 중도통합민주당 9석 국민중심당 5석 무소속 4석                       |
| 2007년 8월 5일   | 김동철                  | 무소속 → 대통합민주신당           | 광주 광산구                     | 대통합민주신당 창당 대통합민주신당 원내교섭단체 획득 원내교섭단체 3당 전환                                      | ±85         | 한나라당 129석 대통합민주신당 85석 열린우리당 58석 민주노동당 9석 중도통합민주당 9석 국민중심당 5석 무소속 4석                       |
| 2007년 8월 5일   | 박병석                  | 무소속 → 대통합민주신당           | 대전 서구 갑                    | 대통합민주신당 창당 대통합민주신당 원내교섭단체 획득 원내교섭단체 3당 전환                                      | ±85         | 한나라당 129석 대통합민주신당 85석 열린우리당 58석 민주노동당 9석 중도통합민주당 9석 국민중심당 5석 무소속 4석                       |
| 2007년 8월 5일   | 심재덕                  | 무소속 → 대통합민주신당           | 경기 수원시 장안구              | 대통합민주신당 창당 대통합민주신당 원내교섭단체 획득 원내교섭단체 3당 전환                                      | ±85         | 한나라당 129석 대통합민주신당 85석 열린우리당 58석 민주노동당 9석 중도통합민주당 9석 국민중심당 5석 무소속 4석                       |
| 2007년 8월 5일   | 이기우                  | 무소속 → 대통합민주신당           | 경기 수원시 권선구              | 대통합민주신당 창당 대통합민주신당 원내교섭단체 획득 원내교섭단체 3당 전환                                      | ±85         | 한나라당 129석 대통합민주신당 85석 열린우리당 58석 민주노동당 9석 중도통합민주당 9석 국민중심당 5석 무소속 4석                       |
| 2007년 8월 5일   | 이종걸                  | 무소속 → 대통합민주신당           | 경기 안양시 만안구              | 대통합민주신당 창당 대통합민주신당 원내교섭단체 획득 원내교섭단체 3당 전환                                      | ±85         | 한나라당 129석 대통합민주신당 85석 열린우리당 58석 민주노동당 9석 중도통합민주당 9석 국민중심당 5석 무소속 4석                       |
| 2007년 8월 5일   | 이석현                  | 무소속 → 대통합민주신당           | 경기 안양시 동안구 갑           | 대통합민주신당 창당 대통합민주신당 원내교섭단체 획득 원내교섭단체 3당 전환                                      | ±85         | 한나라당 129석 대통합민주신당 85석 열린우리당 58석 민주노동당 9석 중도통합민주당 9석 국민중심당 5석 무소속 4석                       |
| 2007년 8월 5일   | 문희상                  | 무소속 → 대통합민주신당           | 경기 의정부시 갑                | 대통합민주신당 창당 대통합민주신당 원내교섭단체 획득 원내교섭단체 3당 전환                                      | ±85         | 한나라당 129석 대통합민주신당 85석 열린우리당 58석 민주노동당 9석 중도통합민주당 9석 국민중심당 5석 무소속 4석                       |
| 2007년 8월 5일   | 강성종                  | 무소속 → 대통합민주신당           | 경기 의정부시 을                | 대통합민주신당 창당 대통합민주신당 원내교섭단체 획득 원내교섭단체 3당 전환                                      | ±85         | 한나라당 129석 대통합민주신당 85석 열린우리당 58석 민주노동당 9석 중도통합민주당 9석 국민중심당 5석 무소속 4석                       |
| 2007년 8월 5일   | 이원영                  | 무소속 → 대통합민주신당           | 경기 광명시 갑                  | 대통합민주신당 창당 대통합민주신당 원내교섭단체 획득 원내교섭단체 3당 전환                                      | ±85         | 한나라당 129석 대통합민주신당 85석 열린우리당 58석 민주노동당 9석 중도통합민주당 9석 국민중심당 5석 무소속 4석                       |
| 2007년 8월 5일   | 정장선                  | 무소속 → 대통합민주신당           | 경기 평택시 을                  | 대통합민주신당 창당 대통합민주신당 원내교섭단체 획득 원내교섭단체 3당 전환                                      | ±85         | 한나라당 129석 대통합민주신당 85석 열린우리당 58석 민주노동당 9석 중도통합민주당 9석 국민중심당 5석 무소속 4석                       |
| 2007년 8월 5일   | 우제항                  | 무소속 → 대통합민주신당           | 경기 평택시 갑                  | 대통합민주신당 창당 대통합민주신당 원내교섭단체 획득 원내교섭단체 3당 전환                                      | ±85         | 한나라당 129석 대통합민주신당 85석 열린우리당 58석 민주노동당 9석 중도통합민주당 9석 국민중심당 5석 무소속 4석                       |
| 2007년 8월 5일   | 장경수                  | 무소속 → 대통합민주신당           | 경기 안산시 상록구 갑           | 대통합민주신당 창당 대통합민주신당 원내교섭단체 획득 원내교섭단체 3당 전환                                      | ±85         | 한나라당 129석 대통합민주신당 85석 열린우리당 58석 민주노동당 9석 중도통합민주당 9석 국민중심당 5석 무소속 4석                       |
| 2007년 8월 5일   | 천정배                  | 무소속 → 대통합민주신당           | 경기 안산시 단원구 갑           | 대통합민주신당 창당 대통합민주신당 원내교섭단체 획득 원내교섭단체 3당 전환                                      | ±85         | 한나라당 129석 대통합민주신당 85석 열린우리당 58석 민주노동당 9석 중도통합민주당 9석 국민중심당 5석 무소속 4석                       |
| 2007년 8월 5일   | 제종길                  | 무소속 → 대통합민주신당           | 경기 안산시 단원구 을           | 대통합민주신당 창당 대통합민주신당 원내교섭단체 획득 원내교섭단체 3당 전환                                      | ±85         | 한나라당 129석 대통합민주신당 85석 열린우리당 58석 민주노동당 9석 중도통합민주당 9석 국민중심당 5석 무소속 4석                       |
| 2007년 8월 5일   | 최성                    | 무소속 → 대통합민주신당           | 경기 고양시 덕양구 을           | 대통합민주신당 창당 대통합민주신당 원내교섭단체 획득 원내교섭단체 3당 전환                                      | ±85         | 한나라당 129석 대통합민주신당 85석 열린우리당 58석 민주노동당 9석 중도통합민주당 9석 국민중심당 5석 무소속 4석                       |
| 2007년 8월 5일   | 최재성                  | 무소속 → 대통합민주신당           | 경기 남양주시 갑                | 대통합민주신당 창당 대통합민주신당 원내교섭단체 획득 원내교섭단체 3당 전환                                      | ±85         | 한나라당 129석 대통합민주신당 85석 열린우리당 58석 민주노동당 9석 중도통합민주당 9석 국민중심당 5석 무소속 4석                       |
| 2007년 8월 5일   | 박기춘                  | 무소속 → 대통합민주신당           | 경기 남양주시 을                | 대통합민주신당 창당 대통합민주신당 원내교섭단체 획득 원내교섭단체 3당 전환                                      | ±85         | 한나라당 129석 대통합민주신당 85석 열린우리당 58석 민주노동당 9석 중도통합민주당 9석 국민중심당 5석 무소속 4석                       |
| 2007년 8월 5일   | 안민석                  | 무소속 → 대통합민주신당           | 경기 오산시                     | 대통합민주신당 창당 대통합민주신당 원내교섭단체 획득 원내교섭단체 3당 전환                                      | ±85         | 한나라당 129석 대통합민주신당 85석 열린우리당 58석 민주노동당 9석 중도통합민주당 9석 국민중심당 5석 무소속 4석                       |
| 2007년 8월 5일   | 조정식                  | 무소속 → 대통합민주신당           | 경기 시흥시 을                  | 대통합민주신당 창당 대통합민주신당 원내교섭단체 획득 원내교섭단체 3당 전환                                      | ±85         | 한나라당 129석 대통합민주신당 85석 열린우리당 58석 민주노동당 9석 중도통합민주당 9석 국민중심당 5석 무소속 4석                       |
| 2007년 8월 5일   | 김부겸                  | 무소속 → 대통합민주신당           | 경기 군포시                     | 대통합민주신당 창당 대통합민주신당 원내교섭단체 획득 원내교섭단체 3당 전환                                      | ±85         | 한나라당 129석 대통합민주신당 85석 열린우리당 58석 민주노동당 9석 중도통합민주당 9석 국민중심당 5석 무소속 4석                       |
| 2007년 8월 5일   | 문학진                  | 무소속 → 대통합민주신당           | 경기 하남시                     | 대통합민주신당 창당 대통합민주신당 원내교섭단체 획득 원내교섭단체 3당 전환                                      | ±85         | 한나라당 129석 대통합민주신당 85석 열린우리당 58석 민주노동당 9석 중도통합민주당 9석 국민중심당 5석 무소속 4석                       |
| 2007년 8월 5일   | 정성호                  | 무소속 → 대통합민주신당           | 경기 양주시·동두천시            | 대통합민주신당 창당 대통합민주신당 원내교섭단체 획득 원내교섭단체 3당 전환                                      | ±85         | 한나라당 129석 대통합민주신당 85석 열린우리당 58석 민주노동당 9석 중도통합민주당 9석 국민중심당 5석 무소속 4석                       |
| 2007년 8월 5일   | 우제창                  | 무소속 → 대통합민주신당           | 경기 용인시 갑                  | 대통합민주신당 창당 대통합민주신당 원내교섭단체 획득 원내교섭단체 3당 전환                                      | ±85         | 한나라당 129석 대통합민주신당 85석 열린우리당 58석 민주노동당 9석 중도통합민주당 9석 국민중심당 5석 무소속 4석                       |
| 2007년 8월 5일   | 조일현                  | 무소속 → 대통합민주신당           | 강원 홍천군·횡성군              | 대통합민주신당 창당 대통합민주신당 원내교섭단체 획득 원내교섭단체 3당 전환                                      | ±85         | 한나라당 129석 대통합민주신당 85석 열린우리당 58석 민주노동당 9석 중도통합민주당 9석 국민중심당 5석 무소속 4석                       |
| 2007년 8월 5일   | 홍재형                  | 무소속 → 대통합민주신당           | 충북 청주시 상당구              | 대통합민주신당 창당 대통합민주신당 원내교섭단체 획득 원내교섭단체 3당 전환                                      | ±85         | 한나라당 129석 대통합민주신당 85석 열린우리당 58석 민주노동당 9석 중도통합민주당 9석 국민중심당 5석 무소속 4석                       |
| 2007년 8월 5일   | 오제세                  | 무소속 → 대통합민주신당           | 충북 청주시 흥덕구 갑           | 대통합민주신당 창당 대통합민주신당 원내교섭단체 획득 원내교섭단체 3당 전환                                      | ±85         | 한나라당 129석 대통합민주신당 85석 열린우리당 58석 민주노동당 9석 중도통합민주당 9석 국민중심당 5석 무소속 4석                       |
| 2007년 8월 5일   | 노영민                  | 무소속 → 대통합민주신당           | 충북 청주시 흥덕구 을           | 대통합민주신당 창당 대통합민주신당 원내교섭단체 획득 원내교섭단체 3당 전환                                      | ±85         | 한나라당 129석 대통합민주신당 85석 열린우리당 58석 민주노동당 9석 중도통합민주당 9석 국민중심당 5석 무소속 4석                       |
| 2007년 8월 5일   | 이시종                  | 무소속 → 대통합민주신당           | 충북 충주시                     | 대통합민주신당 창당 대통합민주신당 원내교섭단체 획득 원내교섭단체 3당 전환                                      | ±85         | 한나라당 129석 대통합민주신당 85석 열린우리당 58석 민주노동당 9석 중도통합민주당 9석 국민중심당 5석 무소속 4석                       |
| 2007년 8월 5일   | 서재관                  | 무소속 → 대통합민주신당           | 충북 제천시·단양군              | 대통합민주신당 창당 대통합민주신당 원내교섭단체 획득 원내교섭단체 3당 전환                                      | ±85         | 한나라당 129석 대통합민주신당 85석 열린우리당 58석 민주노동당 9석 중도통합민주당 9석 국민중심당 5석 무소속 4석                       |
| 2007년 8월 5일   | 변재일                  | 무소속 → 대통합민주신당           | 충북 청원군                     | 대통합민주신당 창당 대통합민주신당 원내교섭단체 획득 원내교섭단체 3당 전환                                      | ±85         | 한나라당 129석 대통합민주신당 85석 열린우리당 58석 민주노동당 9석 중도통합민주당 9석 국민중심당 5석 무소속 4석                       |
| 2007년 8월 5일   | 박상돈                  | 무소속 → 대통합민주신당           | 충남 천안시 을                  | 대통합민주신당 창당 대통합민주신당 원내교섭단체 획득 원내교섭단체 3당 전환                                      | ±85         | 한나라당 129석 대통합민주신당 85석 열린우리당 58석 민주노동당 9석 중도통합민주당 9석 국민중심당 5석 무소속 4석                       |
| 2007년 8월 5일   | 채수찬                  | 무소속 → 대통합민주신당           | 전북 전주시 덕진구              | 대통합민주신당 창당 대통합민주신당 원내교섭단체 획득 원내교섭단체 3당 전환                                      | ±85         | 한나라당 129석 대통합민주신당 85석 열린우리당 58석 민주노동당 9석 중도통합민주당 9석 국민중심당 5석 무소속 4석                       |
| 2007년 8월 5일   | 강봉균                  | 무소속 → 대통합민주신당           | 전북 군산시                     | 대통합민주신당 창당 대통합민주신당 원내교섭단체 획득 원내교섭단체 3당 전환                                      | ±85         | 한나라당 129석 대통합민주신당 85석 열린우리당 58석 민주노동당 9석 중도통합민주당 9석 국민중심당 5석 무소속 4석                       |
| 2007년 8월 5일   | 조배숙                  | 무소속 → 대통합민주신당           | 전북 익산시 을                  | 대통합민주신당 창당 대통합민주신당 원내교섭단체 획득 원내교섭단체 3당 전환                                      | ±85         | 한나라당 129석 대통합민주신당 85석 열린우리당 58석 민주노동당 9석 중도통합민주당 9석 국민중심당 5석 무소속 4석                       |
| 2007년 8월 5일   | 이강래                  | 무소속 → 대통합민주신당           | 전북 남원시·순창군              | 대통합민주신당 창당 대통합민주신당 원내교섭단체 획득 원내교섭단체 3당 전환                                      | ±85         | 한나라당 129석 대통합민주신당 85석 열린우리당 58석 민주노동당 9석 중도통합민주당 9석 국민중심당 5석 무소속 4석                       |
| 2007년 8월 5일   | 최규성                  | 무소속 → 대통합민주신당           | 전북 김제시·완주군              | 대통합민주신당 창당 대통합민주신당 원내교섭단체 획득 원내교섭단체 3당 전환                                      | ±85         | 한나라당 129석 대통합민주신당 85석 열린우리당 58석 민주노동당 9석 중도통합민주당 9석 국민중심당 5석 무소속 4석                       |
| 2007년 8월 5일   | 주승용                  | 무소속 → 대통합민주신당           | 전남 여수시 을                  | 대통합민주신당 창당 대통합민주신당 원내교섭단체 획득 원내교섭단체 3당 전환                                      | ±85         | 한나라당 129석 대통합민주신당 85석 열린우리당 58석 민주노동당 9석 중도통합민주당 9석 국민중심당 5석 무소속 4석                       |
| 2007년 8월 5일   | 서갑원                  | 무소속 → 대통합민주신당           | 전남 순천시                     | 대통합민주신당 창당 대통합민주신당 원내교섭단체 획득 원내교섭단체 3당 전환                                      | ±85         | 한나라당 129석 대통합민주신당 85석 열린우리당 58석 민주노동당 9석 중도통합민주당 9석 국민중심당 5석 무소속 4석                       |
| 2007년 8월 5일   | 우윤근                  | 무소속 → 대통합민주신당           | 전남 광양시·구례군              | 대통합민주신당 창당 대통합민주신당 원내교섭단체 획득 원내교섭단체 3당 전환                                      | ±85         | 한나라당 129석 대통합민주신당 85석 열린우리당 58석 민주노동당 9석 중도통합민주당 9석 국민중심당 5석 무소속 4석                       |
| 2007년 8월 5일   | 김효석                  | 무소속 → 대통합민주신당           | 전남 담양군·곡성군·장성군       | 대통합민주신당 창당 대통합민주신당 원내교섭단체 획득 원내교섭단체 3당 전환                                      | ±85         | 한나라당 129석 대통합민주신당 85석 열린우리당 58석 민주노동당 9석 중도통합민주당 9석 국민중심당 5석 무소속 4석                       |
| 2007년 8월 5일   | 신중식                  | 무소속 → 대통합민주신당           | 전남 고흥군·보성군              | 대통합민주신당 창당 대통합민주신당 원내교섭단체 획득 원내교섭단체 3당 전환                                      | ±85         | 한나라당 129석 대통합민주신당 85석 열린우리당 58석 민주노동당 9석 중도통합민주당 9석 국민중심당 5석 무소속 4석                       |
| 2007년 8월 5일   | 유선호                  | 무소속 → 대통합민주신당           | 전남 장흥군·영암군              | 대통합민주신당 창당 대통합민주신당 원내교섭단체 획득 원내교섭단체 3당 전환                                      | ±85         | 한나라당 129석 대통합민주신당 85석 열린우리당 58석 민주노동당 9석 중도통합민주당 9석 국민중심당 5석 무소속 4석                       |
| 2007년 8월 5일   | 이영호                  | 무소속 → 대통합민주신당           | 전남 강진군·완도군              | 대통합민주신당 창당 대통합민주신당 원내교섭단체 획득 원내교섭단체 3당 전환                                      | ±85         | 한나라당 129석 대통합민주신당 85석 열린우리당 58석 민주노동당 9석 중도통합민주당 9석 국민중심당 5석 무소속 4석                       |
| 2007년 8월 5일   | 채일병                  | 무소속 → 대통합민주신당           | 전남 해남군·진도군              | 대통합민주신당 창당 대통합민주신당 원내교섭단체 획득 원내교섭단체 3당 전환                                      | ±85         | 한나라당 129석 대통합민주신당 85석 열린우리당 58석 민주노동당 9석 중도통합민주당 9석 국민중심당 5석 무소속 4석                       |
| 2007년 8월 5일   | 김홍업                  | 무소속 → 대통합민주신당           | 전남 무안군·신안군              | 대통합민주신당 창당 대통합민주신당 원내교섭단체 획득 원내교섭단체 3당 전환                                      | ±85         | 한나라당 129석 대통합민주신당 85석 열린우리당 58석 민주노동당 9석 중도통합민주당 9석 국민중심당 5석 무소속 4석                       |
| 2007년 8월 5일   | 이낙연                  | 무소속 → 대통합민주신당           | 전남 함평군·영광군              | 대통합민주신당 창당 대통합민주신당 원내교섭단체 획득 원내교섭단체 3당 전환                                      | ±85         | 한나라당 129석 대통합민주신당 85석 열린우리당 58석 민주노동당 9석 중도통합민주당 9석 국민중심당 5석 무소속 4석                       |
| 2007년 8월 5일   | 강창일                  | 무소속 → 대통합민주신당           | 제주 제주시·북제주군 갑         | 대통합민주신당 창당 대통합민주신당 원내교섭단체 획득 원내교섭단체 3당 전환                                      | ±85         | 한나라당 129석 대통합민주신당 85석 열린우리당 58석 민주노동당 9석 중도통합민주당 9석 국민중심당 5석 무소속 4석                       |
| 2007년 8월 5일   | 김우남                  | 무소속 → 대통합민주신당           | 제주 제주시·북제주군 을         | 대통합민주신당 창당 대통합민주신당 원내교섭단체 획득 원내교섭단체 3당 전환                                      | ±85         | 한나라당 129석 대통합민주신당 85석 열린우리당 58석 민주노동당 9석 중도통합민주당 9석 국민중심당 5석 무소속 4석                       |
| 2007년 8월 13일  |                         | 중도통합민주당 → 민주당           |                                 | 당명 변경 |             | 한나라당 129석 대통합민주신당 85석 열린우리당 58석 민주노동당 9석 민주당 9석 국민중심당 5석 무소속 4석                               |
| 2007년 8월 20일  |                         | 열린우리당 → 대통합민주신당       |                                 | 열린우리당과 흡수합당 한나라당 원내 1당 지위 상실 대통합민주신당 원내 1당 지위 획득 원내교섭단체 양당 체제 전환 |             | 대통합민주신당 143석 한나라당 129석 민주노동당 9석 민주당 9석 국민중심당 5석 무소속 4석                                              |
| 2007년 9월 28일  | 김선미                  | 대통합민주신당 → 참주인연합       | 경기도 안성시                   | 당적변경 | ±1          | 대통합민주신당 142석 한나라당 129석 민주노동당 9석 민주당 9석 국민중심당 5석 참주인연합 1석 무소속 4석                               |
| 2007년 10월 11일 | 김영춘                  | 대통합민주신당 → 무소속           | 서울 광진구 갑                  | 대통합민주신당 탈당                                                                                             | ±1          | 대통합민주신당 141석 한나라당 129석 민주노동당 9석 민주당 9석 국민중심당 5석 참주인연합 1석 무소속 5석                               |
| 2007년 10월 15일 | 김혁규→ 김영대          | 대통합민주신당                    | 비례대표                        | 김혁규 의원직 사퇴 김영대 승계                                                                                  |             | 대통합민주신당 141석 한나라당 129석 민주노동당 9석 민주당 9석 국민중심당 5석 참주인연합 1석 무소속 5석                               |
| 2007년 10월 30일 | 김영춘                  | 무소속 → 창조한국당               | 서울 광진구 갑                  | 창조한국당 창당                                                                                                 | ±1          | 대통합민주신당 141석 한나라당 129석 민주노동당 9석 민주당 9석 국민중심당 5석 참주인연합 1석 창조한국당 1석 무소속 4석                |
| 2007년 11월 2일  | 강길부                  | 대통합민주신당 → 무소속           | 울산 울주군                     | 대통합민주신당 탈당                                                                                             | ±1          | 대통합민주신당 140석 한나라당 129석 민주노동당 9석 민주당 9석 국민중심당 5석 참주인연합 1석 창조한국당 1석 무소속 5석                |
| 2007년 11월 23일 | 조순형                  | 민주당 → 무소속                   | 서울 성북구 을                  | 민주당 탈당 | ±1          | 대통합민주신당 140석 한나라당 129석 민주노동당 9석 민주당 8석 국민중심당 5석 참주인연합 1석 창조한국당 1석 무소속 6석                |
| 2007년 11월 29일 | 곽성문                  | 한나라당 → 무소속                 | 대구 중구·남구                  | 한나라당 탈당                                                                                                   | ±1          | 대통합민주신당 140석 한나라당 128석 민주노동당 9석 민주당 8석 국민중심당 5석 참주인연합 1석 창조한국당 1석 무소속 7석                |
| 2007년 11월 30일 | 김병호                  | 한나라당 → 무소속                 | 부산 부산진구 갑                | 한나라당 탈당                                                                                                   | ±1          | 대통합민주신당 140석 한나라당 127석 민주노동당 9석 민주당 8석 국민중심당 5석 참주인연합 1석 창조한국당 1석 무소속 8석                |
| 2007년 12월 3일  | 정몽준                  | 무소속 → 한나라당                 | 울산 동구                       | 한나라당 입당                                                                                                   | ±1          | 대통합민주신당 140석 한나라당 128석 민주노동당 9석 민주당 8석 국민중심당 5석 참주인연합 1석 창조한국당 1석 무소속 7석                |
| 2007년 12월 13일 | 김병호                  | 무소속                            | 부산 부산진구 갑                | 선거법 위반으로 대법원에서 의원직 상실                                                                          | -1          | 대통합민주신당 140석 한나라당 128석 민주노동당 9석 민주당 8석 국민중심당 4석 참주인연합 1석 창조한국당 1석 무소속 6석                |
| 2007년 12월 14일 | 정진석                  | 국민중심당 → 무소속               | 충남 공주시·연기군              | 국민중심당 탈당                                                                                                 | ±1          | 대통합민주신당 140석 한나라당 128석 민주노동당 9석 민주당 8석 국민중심당 4석 참주인연합 1석 창조한국당 1석 무소속 7석                |
| 2008년 1월 4일   | 안영근                  | 대통합민주신당 → 무소속           | 인천 남구 을                    | 대통합민주신당 탈당                                                                                             | ±1          | 대통합민주신당 139석 한나라당 128석 민주노동당 9석 민주당 8석 국민중심당 4석 창조한국당 1석 참주인연합 1석 무소속 8석                |
| 2008년 1월 15일  | 이계안                  | 대통합민주신당 → 무소속           | 서울 동작구 을                  | 대통합민주신당 탈당                                                                                             | ±1          | 대통합민주신당 138석 한나라당 128석 민주노동당 9석 민주당 8석 국민중심당 4석 창조한국당 1석 참주인연합 1석 무소속 9석                |
| 2008년 1월 17일  | 강길부                  | 무소속 → 한나라당                 | 울산 울주군                     | 한나라당 입당                                                                                                   | ±2          | 대통합민주신당 138석 한나라당 130석 민주노동당 9석 민주당 8석 국민중심당 4석 창조한국당 1석 참주인연합 1석 무소속 7석                |
| 2008년 1월 17일  | 정진석                  | 무소속 → 한나라당                 | 충남 공주시·연기군              | 한나라당 입당                                                                                                   | ±2          | 대통합민주신당 138석 한나라당 130석 민주노동당 9석 민주당 8석 국민중심당 4석 창조한국당 1석 참주인연합 1석 무소속 7석                |
| 2008년 1월 30일  | 유재건                  | 대통합민주신당 → 무소속           | 서울 성북구 갑                  | 대통합민주신당 탈당                                                                                             | ±1          | 대통합민주신당 137석 한나라당 130석 민주노동당 9석 민주당 8석 국민중심당 4석 창조한국당 1석 참주인연합 1석 무소속 8석                |
| 2008년 1월 31일  | 박상돈                  | 대통합민주신당 → 무소속           | 충남 천안시 을                  | 대통합민주신당 탈당                                                                                             | ±1          | 대통합민주신당 136석 한나라당 130석 민주노동당 9석 민주당 8석 국민중심당 4석 창조한국당 1석 참주인연합 1석 무소속 9석                |
| 2008년 2월 1일   | 유재건                  | 무소속 → 자유선진당               | 서울 성북구 갑                  | 자유선진당 창당                                                                                                 | ±3          | 대통합민주신당 136석 한나라당 130석 민주노동당 9석 민주당 8석 국민중심당 4석 자유선진당 3석 창조한국당 1석 참주인연합 1석 무소속 6석 |
| 2008년 2월 1일   | 곽성문                  | 무소속 → 자유선진당               | 대구 중구·남구                  | 자유선진당 창당                                                                                                 | ±3          | 대통합민주신당 136석 한나라당 130석 민주노동당 9석 민주당 8석 국민중심당 4석 자유선진당 3석 창조한국당 1석 참주인연합 1석 무소속 6석 |
| 2008년 2월 1일   | 박상돈                  | 무소속 → 자유선진당               | 충남 천안시 을                  | 자유선진당 창당                                                                                                 | ±3          | 대통합민주신당 136석 한나라당 130석 민주노동당 9석 민주당 8석 국민중심당 4석 자유선진당 3석 창조한국당 1석 참주인연합 1석 무소속 6석 |
| 2008년 2월 11일  | 조순형                  | 무소속 → 자유선진당               | 서울 성북구 을                  | 자유선진당 입당                                                                                                 | ±1          | 대통합민주신당 136석 한나라당 130석 민주노동당 9석 민주당 8석 국민중심당 4석 자유선진당 4석 창조한국당 1석 참주인연합 1석 무소속 5석 |
| 2008년 2월 12일  | 권선택                  | 국민중심당 → 자유선진당           | 대전 중구                       | 국민중심당과 자유선진당와의 흡수합당                                                                            | ±4          | 대통합민주신당 136석 한나라당 130석 민주노동당 9석 민주당 8석 자유선진당 8석 창조한국당 1석 참주인연합 1석 무소속 5석                |
| 2008년 2월 12일  | 심대평                  | 국민중심당 → 자유선진당           | 대전 서구 을                    | 국민중심당과 자유선진당와의 흡수합당                                                                            | ±4          | 대통합민주신당 136석 한나라당 130석 민주노동당 9석 민주당 8석 자유선진당 8석 창조한국당 1석 참주인연합 1석 무소속 5석                |
| 2008년 2월 12일  | 류근찬                  | 국민중심당 → 자유선진당           | 충남 보령시·서천군              | 국민중심당과 자유선진당와의 흡수합당                                                                            | ±4          | 대통합민주신당 136석 한나라당 130석 민주노동당 9석 민주당 8석 자유선진당 8석 창조한국당 1석 참주인연합 1석 무소속 5석                |
| 2008년 2월 12일  | 김낙성                  | 국민중심당 → 자유선진당           | 충남 당진군                     | 국민중심당과 자유선진당와의 흡수합당                                                                            | ±4          | 대통합민주신당 136석 한나라당 130석 민주노동당 9석 민주당 8석 자유선진당 8석 창조한국당 1석 참주인연합 1석 무소속 5석                |
| 2008년 2월 14일  | 노회찬                  | 민주노동당                        | 비례대표                        | 탈당으로 의원직 상실                                                                                            | -2          | 대통합민주신당 136석 한나라당 130석 민주당 8석 자유선진당 8석 민주노동당 7석 창조한국당 1석 참주인연합 1석 무소속 5석                |
| 2008년 2월 14일  | 심상정                  | 민주노동당                        | 비례대표                        | 탈당으로 의원직 상실                                                                                            | -2          | 대통합민주신당 136석 한나라당 130석 민주당 8석 자유선진당 8석 민주노동당 7석 창조한국당 1석 참주인연합 1석 무소속 5석                |
| 2008년 2월 17일  |                         | 대통합민주신당 → 통합민주당       |                                 | 민주당과 대통합민주신당와의 합당                                                                                | ±136        | 통합민주당 144석 한나라당 130석 자유선진당 8석 민주노동당 7석 창조한국당 1석 참주인연합 1석 무소속 5석                               |
| 2008년 2월 17일  | 민주당 → 통합민주당     | ±8                                |                                 | 민주당과 대통합민주신당와의 합당                                                                                |             | 통합민주당 144석 한나라당 130석 자유선진당 8석 민주노동당 7석 창조한국당 1석 참주인연합 1석 무소속 5석                               |
| 2008년 2월 20일  | 단병호                  | 민주노동당                        | 비례대표                        | 탈당으로 의원직 상실                                                                                            | -1          | 통합민주당 144석 한나라당 130석 자유선진당 8석 민주노동당 6석 창조한국당 1석 참주인연합 1석 무소속 5석                               |
| 2008년 2월 24일  | 김선미                  | 참주인연합 → 무소속               | 경기도 안성시                   | 참주인연합 탈당                                                                                                 | ±1          | 통합민주당 144석 한나라당 130석 자유선진당 8석 민주노동당 6석 창조한국당 1석 무소속 6석                                              |
| 2008년 3월 14일  | 이근식                  | 통합민주당 → 무소속               | 서울 송파구 병                  | 통합민주당 탈당                                                                                                 | ±1          | 통합민주당 143석 한나라당 130석 자유선진당 8석 민주노동당 6석 창조한국당 1석 무소속 7석                                              |
| 2008년 3월 17일  | 이용희                  | 통합민주당 → 자유선진당           | 충북 보은군·옥천군·영동군       | 당적변경 | ±1          | 통합민주당 142석 한나라당 130석 자유선진당 9석 민주노동당 6석 창조한국당 1석 무소속 7석                                              |
| 2008년 3월 17일  | 이규택                  | 한나라당 → 미래한국당             | 경기 이천시·여주군              | 당적변경 | ±1          | 통합민주당 142석 한나라당 129석 자유선진당 9석 민주노동당 6석 창조한국당 1석 미래한국당 1석 무소속 7석                               |
| 2008년 3월 18일  | 이인제                  | 통합민주당 → 무소속               | 충남 논산시·계룡시·금산군       | 통합민주당 탈당                                                                                                 | ±1          | 통합민주당 141석 한나라당 129석 자유선진당 9석 민주노동당 6석 창조한국당 1석 미래한국당 1석 무소속 7석                               |
| 2008년 3월 19일  | 유기준                  | 한나라당 → 무소속                 | 부산 서구                       | 한나라당 탈당                                                                                                   | ±9          | 통합민주당 141석 한나라당 118석 자유선진당 9석 민주노동당 6석 미래한국당 3석 창조한국당 1석 무소속 15석                              |
| 2008년 3월 19일  | 박성범                  | 한나라당 → 무소속                 | 서울 중구                       | 한나라당 탈당                                                                                                   | ±9          | 통합민주당 141석 한나라당 118석 자유선진당 9석 민주노동당 6석 미래한국당 3석 창조한국당 1석 무소속 15석                              |
| 2008년 3월 19일  | 김무성                  | 한나라당 → 무소속                 | 부산 남구 을                    | 한나라당 탈당                                                                                                   | ±9          | 통합민주당 141석 한나라당 118석 자유선진당 9석 민주노동당 6석 미래한국당 3석 창조한국당 1석 무소속 15석                              |
| 2008년 3월 19일  | 이해봉                  | 한나라당 → 무소속                 | 대구 달서구 을                  | 한나라당 탈당                                                                                                   | ±9          | 통합민주당 141석 한나라당 118석 자유선진당 9석 민주노동당 6석 미래한국당 3석 창조한국당 1석 무소속 15석                              |
| 2008년 3월 19일  | 이경재                  | 한나라당 → 무소속                 | 인천 서구·강화군 을             | 한나라당 탈당                                                                                                   | ±9          | 통합민주당 141석 한나라당 118석 자유선진당 9석 민주노동당 6석 미래한국당 3석 창조한국당 1석 무소속 15석                              |
| 2008년 3월 19일  | 한선교                  | 한나라당 → 무소속                 | 경기 용인시 을                  | 한나라당 탈당                                                                                                   | ±9          | 통합민주당 141석 한나라당 118석 자유선진당 9석 민주노동당 6석 미래한국당 3석 창조한국당 1석 무소속 15석                              |
| 2008년 3월 19일  | 김태환                  | 한나라당 → 무소속                 | 경북 구미시 을                  | 한나라당 탈당                                                                                                   | ±9          | 통합민주당 141석 한나라당 118석 자유선진당 9석 민주노동당 6석 미래한국당 3석 창조한국당 1석 무소속 15석                              |
| 2008년 3월 19일  | 이인기                  | 한나라당 → 무소속                 | 경북 고령군·성주군·칠곡군       | 한나라당 탈당                                                                                                   | ±9          | 통합민주당 141석 한나라당 118석 자유선진당 9석 민주노동당 6석 미래한국당 3석 창조한국당 1석 무소속 15석                              |
| 2008년 3월 19일  | 김명주                  | 한나라당 → 무소속                 | 경남 통영시·고성군              | 한나라당 탈당                                                                                                   | ±9          | 통합민주당 141석 한나라당 118석 자유선진당 9석 민주노동당 6석 미래한국당 3석 창조한국당 1석 무소속 15석                              |
| 2008년 3월 19일  | 엄호성                  | 한나라당 → 미래한국당             | 부산 사하구 갑                  | 당적변경 | ±2          | 통합민주당 141석 한나라당 118석 자유선진당 9석 민주노동당 6석 미래한국당 3석 창조한국당 1석 무소속 15석                              |
| 2008년 3월 19일  | 이해봉                  | 한나라당 → 미래한국당             | 대구 달서구 갑                  | 당적변경 | ±2          | 통합민주당 141석 한나라당 118석 자유선진당 9석 민주노동당 6석 미래한국당 3석 창조한국당 1석 무소속 15석                              |
| 2008년 3월 20일  | 강길부                  | 한나라당 → 무소속                 | 울산 울주군                     | 한나라당 탈당                                                                                                   | ±2          | 통합민주당 140석 한나라당 117석 자유선진당 10석 민주노동당 6석 미래한국당 3석 창조한국당 1석 무소속 17석                             |
| 2008년 3월 20일  | 최구식                  | 한나라당 → 무소속                 | 경남 진주시 갑                  | 한나라당 탈당                                                                                                   | ±2          | 통합민주당 140석 한나라당 117석 자유선진당 10석 민주노동당 6석 미래한국당 3석 창조한국당 1석 무소속 17석                             |
| 2008년 3월 20일  | 이상민                  | 통합민주당 → 자유선진당           | 대전 유성구                     | 당적변경 | ±1          | 통합민주당 140석 한나라당 117석 자유선진당 10석 민주노동당 6석 미래한국당 3석 창조한국당 1석 무소속 17석                             |
| 2008년 3월 21일  |                         | 미래한국당 → 친박연대             |                                 | 당명 변경 |             | 통합민주당 140석 한나라당 117석 자유선진당 10석 민주노동당 6석 친박연대 3석 창조한국당 1석 무소속 17석                               |
| 2008년 3월 23일  | 송영선                  | 한나라당                          | 비례대표                        | 탈당으로 의원직 상실                                                                                            | -1          | 통합민주당 140석 한나라당 116석 자유선진당 10석 민주노동당 6석 친박연대 3석 창조한국당 1석 무소속 17석                               |

## 같이 보기
- 대한민국 제17대 국회 의원 목록
- 대한민국 제17대 총선